# Liste de sanctuaires mariaux en France

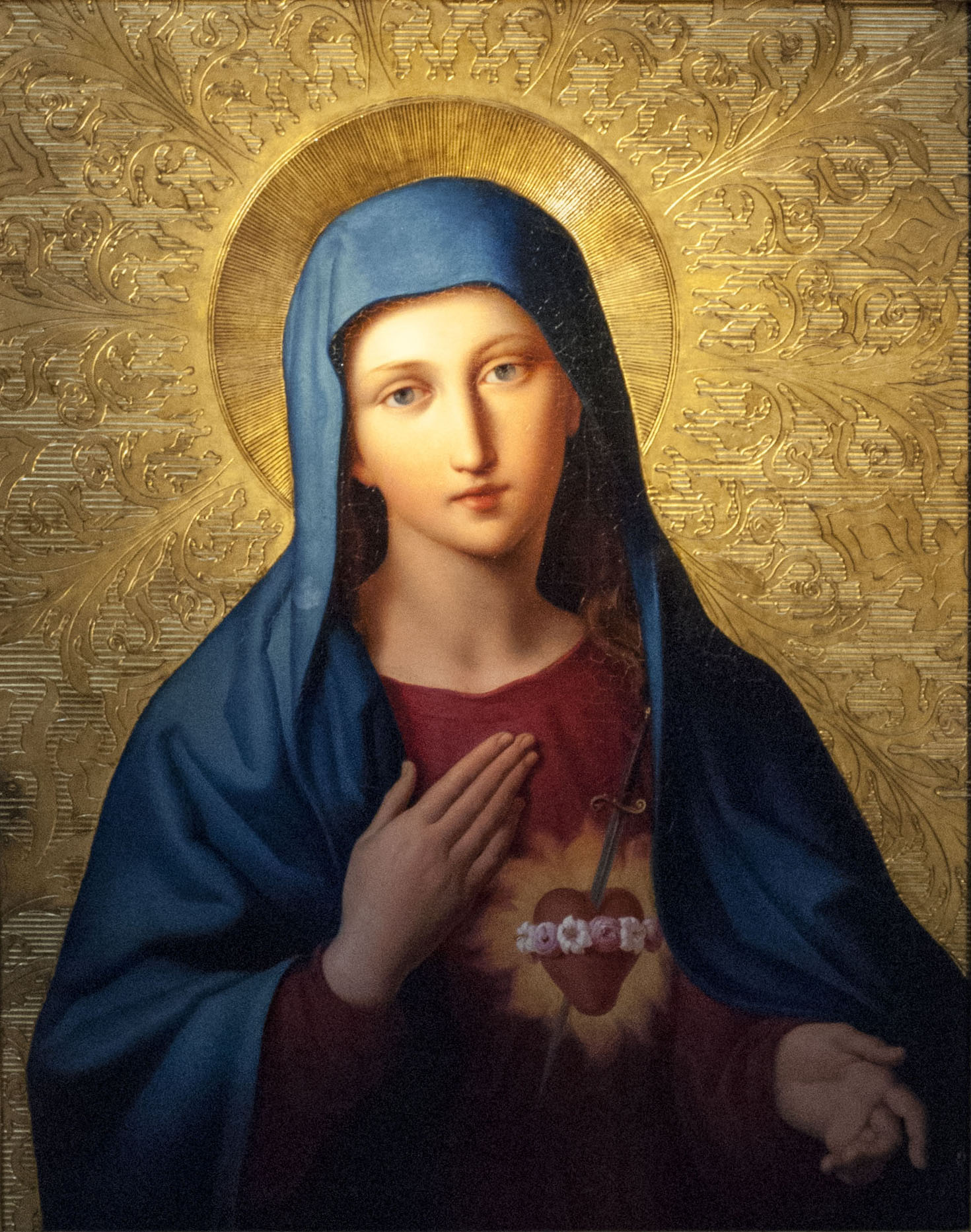
Cœur immaculé de la Vierge Marie.

Cette liste de sanctuaires mariaux de France est classée par départements. Il répertorie ceux (y compris disparus) faisant l'objet d'une dévotion à Marie situés sur le territoire français actuel. Les éventuelles dates entre parenthèses correspondent à l'année de création du sanctuaire, et, le cas échéant, à l'année de sa disparition.
Ces sanctuaires possèdent le plus souvent une représentation de Marie (tableau ou sculpture de Vierge à l'Enfant, pietà, etc.). Les plus éminents ont pu bénéficier d'un couronnement () attribué  par l'autorité ecclésiastique appelé couronnement canonique. En France, le premier a eu lieu en 1853 (basilique Notre-Dame des Victoires à Paris). Ces sanctuaires peuvent ou non avoir été le lieu d'une apparition mariale. Ils sont ou ont été l'objet d'un pèlerinage (pardon en Bretagne) marial. Autour d'eux ont pu se développer diverses constructions et institutions : chapelle, église, cathédrale (quelquefois élevée au rang de basilique), confrérie ou archiconfrérie, institut religieux.
En 2019, la France compte près de 2 900 lieux actifs (où il y a au moins un pèlerinage ou une procession par an) de dévotion mariale, avec notamment « 140 sanctuaires répertoriés dans le Finistère, 119 dans les Côtes-d'Armor, 110 dans le département du Nord, 103 en Haute-Corse ». Plusieurs sanctuaires mariaux importants (Lourdes, La Salette, Pontmain) apparaissent à la suite d'une série de mariophanies au XIXe siècle qui voit un renouveau local du culte marial, nourri par le processus de « recharge sacrale » des sanctuaires de pèlerinage ébranlés par les contestations internes et extérieures du siècle des Lumières.
- Haut – A
- B
- C
- D
- E
- F
- G
- H
- I
- J
- K
- L
- M
- N
- O
- P
- Q
- R
- S
- T
- U
- V
- W
- X
- Y
- Z

## A

### Ain
- Notre-Dame de Bourg (Bourg-en-Bresse) : Une image miraculeuse de la Vierge et la statue de Notre-Dame de Bourg sont vénérées à la co-cathédrale Notre-Dame. La fête de Notre-Dame est célébrée chaque année au mois de mai.
- Notre-Dame de Beaumont (La Chapelle-du-Châtelard).
- Chapelle de Mazières (Hauteville-Lompnes) : pèlerinages le 15 août et le 8 septembre.
- Notre-Dame du Sacré-Cœur (Miribel) : Vierge du Mas Rillier, statue monumentale (Vierge à l'Enfant de 32,6 m, plus haute statue religieuse de France).
- Notre-Dame de la Route Blanche (Segny) : Statue et chapelle de Notre-Dame sur la Route Blanche (ancienne RN 5, aujourd'hui RD 1005).
- Notre-Dame de Nièvre (Vaux-en-Bugey).

### Aisne
- Notre-Dame de Cerfroid (Brumetz).
- Cathédrale Notre-Dame de Laon (Laon).
- Notre-Dame de Liesse (Liesse-Notre-Dame) : basilique mineure, pèlerinage.

### Allier
- Notre-Dame de Banelle (Escurolles).
- Notre-Dame de Saint-Germain-des-Fossés (Saint-Germain-des-Fossés) : pèlerinage.
- Notre-Dame des Malades (Vichy) : statue, couronnée en 1937.

### Alpes-de-Haute-Provence

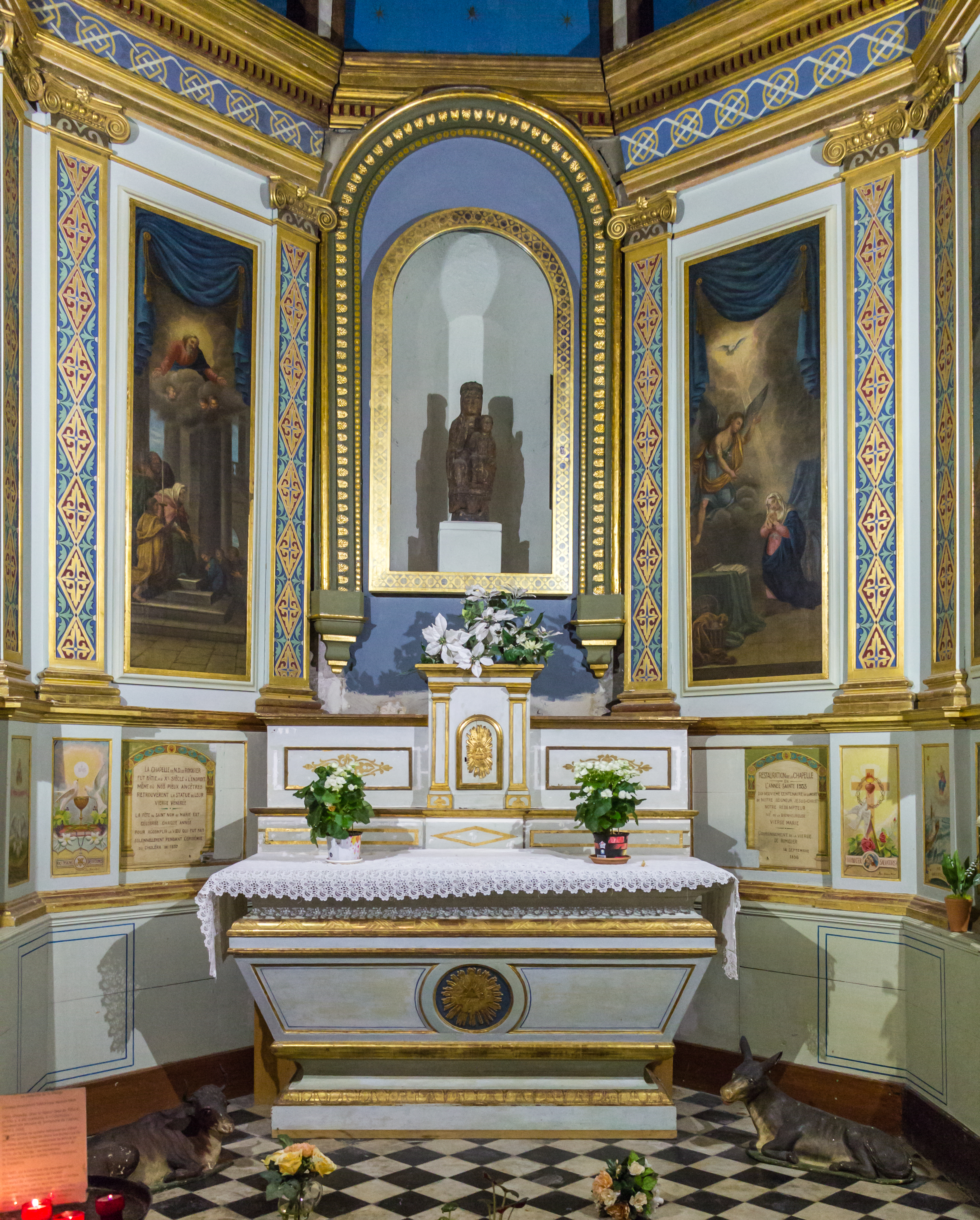
Autel de l'église Notre-Dame de Romigier à Manosque.

- Chapelle Notre-Dame-du-Roc de Castellane (Castellane) : pèlerinage.
- Notre-Dame de Provence (Forcalquier) : pèlerinage.
- Notre-Dame des Monts (Lac d'Allos).
- Notre-Dame de Romigier (Manosque) : statue couronnée.
- Notre-Dame de la Fleur (Thorame-Haute).

### Hautes-Alpes
- Notre-Dame du Réal (Embrun) : pèlerinage.
- Madone (La Grave) : Statue déposée en 1936, sur le sommet de La Meije à 4 000 m, de nombreuses fois remplacée.
- Notre-Dame du Laus (Saint-Étienne-le-Laus) : apparitions mariales pendant plus de 50 ans (Benoîte Rencurel, 1664), pèlerinage, basilique[3], statue  le 23 mai 1855[4].
- Notre-Dame des Pâris (Saint-Jacques-en-Valgodemard).

### Alpes-Maritimes
- Notre-Dame du Bon-Port (Cap-d'Antibes, Antibes).
- Notre-Dame de Valcluse (Auribeau-sur-Siagne) : statue  en juillet 1950[5].
- Notre-Dame d'Espérance (Cannes).
- Notre-Dame de Buyeï (Guillaumes) : Pèlerinage le 15 août (Vœu Sapeurs 1er Empire). Plus grand Ex Voto du département (Vœu de la Saint Barthélémy : Incendie du village en 1682)
- Notre-Dame de Laghet (Laghet, commune de La Trinité) : pèlerinage[6].
- Notre-Dame des Fontaines (La Brigue, Vallée de la Roya).
- Notre-Dame des Grâces (Nice).
- Madone de Fenestre (Saint-Martin-Vésubie).
- Notre-Dame du Villars (Saint-Sauveur-sur-Tinée) :  en 1972, pèlerinage.
- Notre-Dame des Miracles (Utelle) : statue  en 1938, pèlerinage[7].

### Ardèche
- Notre-Dame de la Mûre (Cornas) : statue  en 1946.
- Notre-Dame de Bonsecours (Lablachère) : pèlerinage (XVIe siècle).
- Notre-Dame des Neiges (Saint-Pierre-de-Colombier) : pèlerinage.
- Notre-Dame d'Ay (Saint-Romain-d'Ay) : pèlerinage (fin XIIe siècle)   statue  en 1890.
- Notre-Dame de Tout-Bien (Tauriers).

### Ardennes
- Notre-Dame d'Espérance (Charleville-Mézières) : église, pèlerinage.
- Notre-Dame de Bon Secours (Neuvizy) : apparition, pèlerinage, confrérie, église, statue ( en 1931).

### Ariège
- Notre-Dame des Neiges (ou Notre-Dame de l'Isard) (Antras).
- Notre-Dame de Tramesaygues (Audressein) : pèlerinage, chapelle.
- Notre-Dame du Val d'Amour (Bélesta) : pèlerinage, chapelle.
- Notre-Dame de Celles (Celles) : apparition (1686), pèlerinage.
- Notre-Dame de Montgauzy (Foix) : pèlerinage, église.
- Notre-Dame de la Goutte (Montardit) : pèlerinage, chapelle.
- Notre-Dame des Ermites (Montaut) : statue .
- Notre-Dame du Pouech (Oust) : pèlerinage.
- Notre-Dame-de-l'Assomption de Vic (église de Vic, Oust) : pèlerinage.
- Notre-Dame du Marsan (Saint-Lizier) : pèlerinage.
- Notre-Dame de Sabart (Tarascon-sur-Ariège) : statue , chapelle.

### Aube
- Notre-Dame du Chêne (Bar-sur-Seine) : pèlerinage.
- Notre-Dame de Valsuzenay (Vendeuvre-sur-Barse).

### Aude
- Notre-Dame du Bon Chemin (Aragon) : pèlerinage.
- Notre-Dame de la Santé (Cité de Carcassonne) : Département de l'Aude, Occitanie.
- Notre-Dame du Cros (Caunes-Minervois).
- Notre-Dame de Magri (Cuxac-d'Aude).
- Notre-Dame des Auzils (Gruissan) : pèlerinage.
- Notre-Dame de Marceille (Limoux) : pèlerinage, statue (Vierge noire,  14 septembre 1862 ), basilique.

### Aveyron
- Notre-Dame de Ceignac (Calmont) : statue  1876, pèlerinage.
- Notre-Dame des Voyageurs (Capdenac).
- Notre-Dame de Bergounhoux (Ségur).

## B

### Bouches-du-Rhône

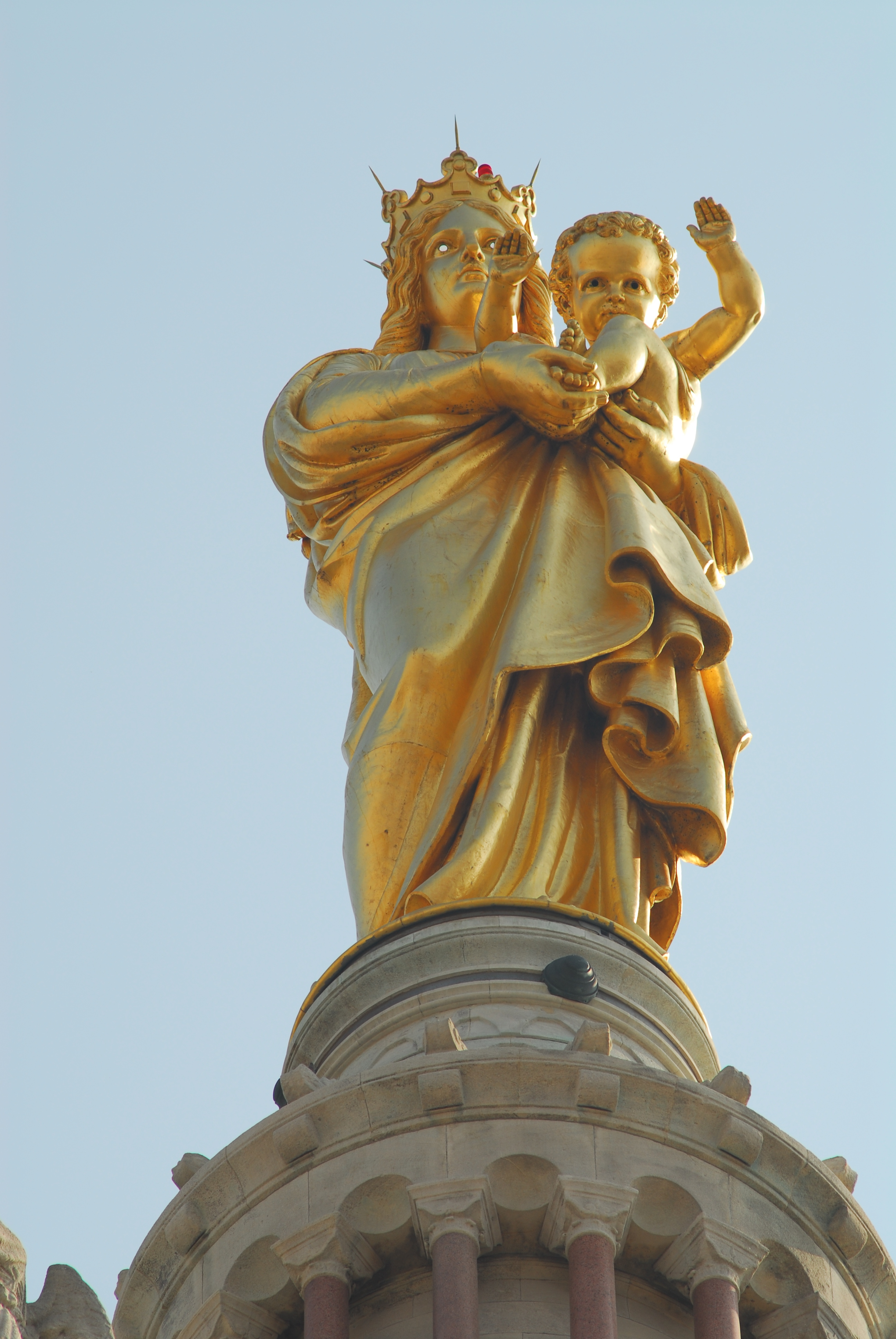
Statue au sommet de la basilique Notre-Dame de la Garde à Marseille.

- Notre-Dame de la Seds (Aix-en-Provence) : pèlerinage, chapelle, statue ( 8 décembre 1857).
- Notre-Dame du Château (Allauch) : statue (Vierge à l'Enfant ).
- Notre-Dame de Grâce (Les Alyscamps, Arles) : pèlerinage.
- Grotte de la Vierge (La Ciotat) : Statue immergée à l’entrée de la grotte à 14 m de fonds.
- Notre-Dame de Grâce (Maillane) : pèlerinage.
- Notre-Dame de Pitié (Marignane) : pèlerinage.
- Notre-Dame de la Garde (Marseille) : statue , pèlerinage, basilique.
- Notre-Dame de Miséricorde (Martigues) : pèlerinage.
- Notre-Dame des Anges (Mimet) : statue, pèlerinage.
- Notre-Dame de Beauregard (Orgon) : pèlerinage.
- Notre-Dame de Lourdes (Rognonas) : pèlerinage, église.
- Notre-Dame du Bon Remède (Abbaye Saint-Michel de Frigolet, Tarascon) : pèlerinage ( 15 octobre 1869)[8]
- Notre-Dame du Château (Tarascon et Saint-Étienne-du-Grès) : pèlerinage.

## C

### Calvados
- Notre-Dame-de-la-Délivrande (La Délivrande, Douvres-la-Délivrande) : basilique mineure, pèlerinage.
- Notre-Dame du Sourire du Carmel de Lisieux  (Lisieux).
- Notre-Dame des Victoires (Littry).
- Notre-Dame du Bocage (Le Reculey).
- Notre-Dame-de-Grâce à Honfleur (commune d'Equemauville).
- Petit Lourdes à Hérouville-Saint-Clair, réplique de la Grotte de Massabielle à Lourdes, lieu d'apparition.

### Cantal

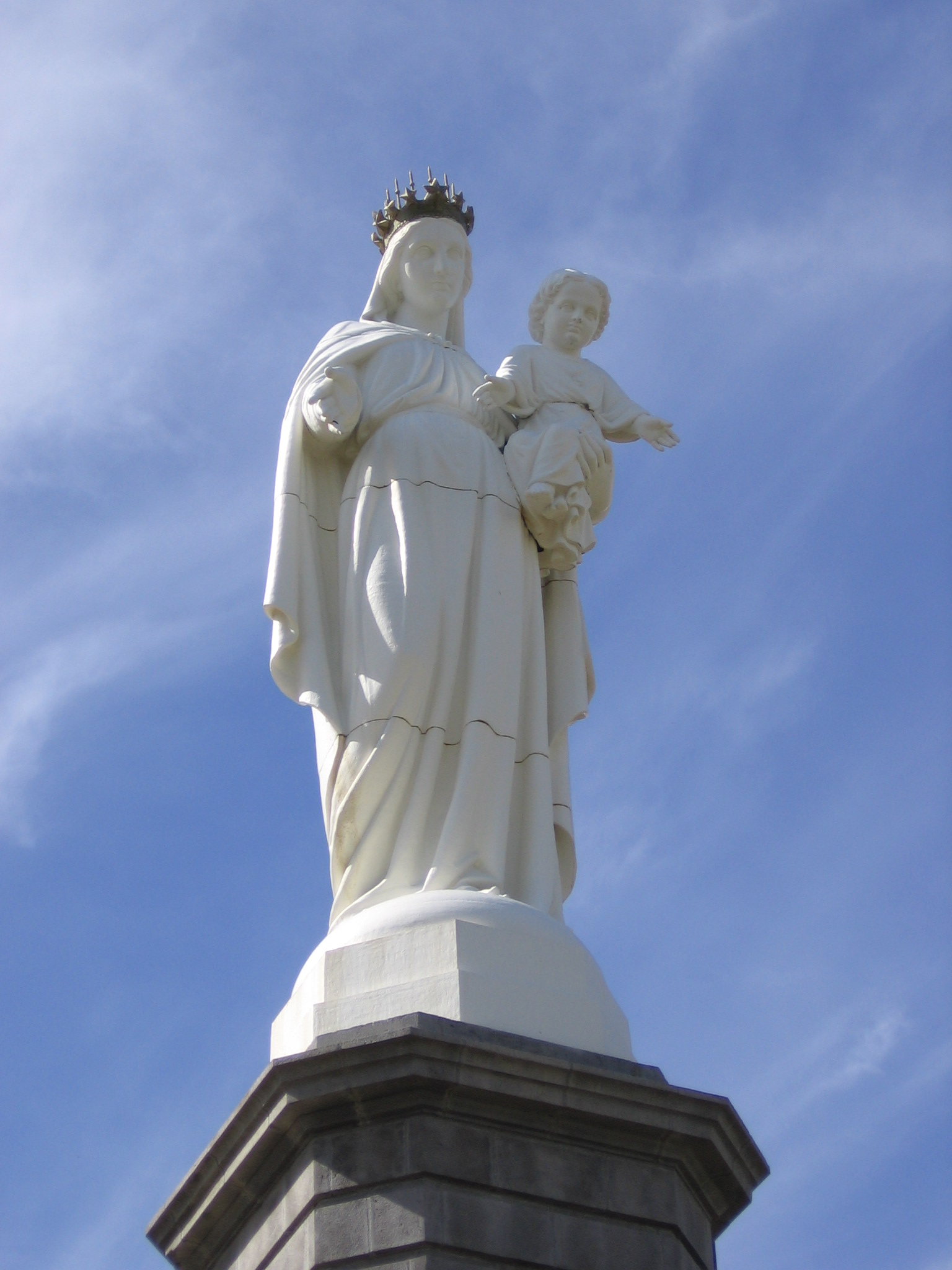
Statue de Notre-Dame de Haute-Auvergne anciennement Notre-Dame de la Consolation sur le rocher de Bonnevie à Murat.

- Notre-Dame de Grâce (Arpajon-sur-Cère) : pèlerinage.
- Notre-Dame aux Neiges (Aurillac) : ancienne église des cordeliers.
- Notre-Dame de Lanobre (Lanobre) : église.
- Notre-Dame de Miséricorde (Laroquebrou) : rocher du château de Laroquebrou[9].
- Notre-Dame de Laurie (Massiac) : statue (vierge reliquaire,  1912), pèlerinage.
- Notre-Dame des Miracles (Mauriac) : statue  13 mai 1855.
- Notre-Dame de Vauclair (Molompize) : chapelle ancienne dépendance de Conques, vierge noire.
- Notre-Dame de Haute-Auvergne, (Murat) : statue monumentale de Vierge à l'Enfant sur le Rocher de Bonnevie.
- Notre-Dame de Pailherols (Pailherols) : statue (Vierge à l'Enfant), pèlerinage.
- Notre-Dame de Quézac (Quézac) : Collégiale, sanctuaire marial, statue  9 septembre 1920.
- Notre-Dame de Grâce (Roumégoux) : pèlerinage chapelle du Bourniou.
- Source et chapelle de La Font Sainte[N 1] (Saint-Hippolyte).
- Notre-Dame (Saint-Flour), église.
- Notre-Dame (Saint-Simon), chapelle au hameau de Belliac sur un tertre avec en dessous une source, mentionnée par le P. Dufayet de La Tour, curé en 1773.
- Notre-Dame de Valentine (Ségur-les-Villas) : Chapelle du XIIe siècle.
- Notre-Dame de la Consolation (Thiézac) : chapelle vôtive (Anne d'Autriche), décorée de médaillons où sont semés les symboles des litanies de la Vierge[10].
- Notre-Dame de la Visitation à Lescure (Valuéjols).
- Notre-Dame de Sion ou de la Vallée (Vic-sur-Cère) : statue de la Vierge debout couronnée , portant l'Enfant ouvrant les bras, sur un belvédère au-dessus de l'ancien hôpital[11].
- Notre-Dame des Croix (près d'Olmet à Vic-sur-Cère), inaugurée en 1964 par la fondation Mermoz[12], mémorial et musée des croix de feu[13].

### Charente
- Notre-Dame d'Obézine (Angoulême) : pèlerinage.

### Charente-Maritime
- Notre-Dame de Pitié (Montendre) : pèlerinage.
- Notre-Dame de Recouvrance (Pons) : pèlerinage diocésain. N.D. de Recouvrance, à l'origine sainte patronne du diocèse de Saintes, voit son culte étendu lorsque la Rochelle devient siège de l'évêché d'Aunis et Saintonge.
- Notre-Dame de Rochefort, église paroissiale (Rochefort).
- Sainte-Marie de la Providence, chapelle, collège catholique (Rochefort)
- Notre-Dame, vieille paroisse, église romane sécularisée, musée (Rochefort)
- Notre-Dame de l'Espérance, chapelle sécularisée, salle municipale (Rochefort)

### Cher
- Notre-Dame des Enfants (Châteauneuf-sur-Cher) : archiconfrérie (1870), basilique mineure (1898).

### Corrèze
- Notre-Dame de Roche-de-Vic (Albussac) : pèlerinage.
- Notre-Dame de Bon-Secours (Brive) : statue (Vierge à l'Enfant).
- Notre-Dame du Rubeau (Lubersac).
- Notre-Dame de Belpeuch (Camps) : statue (Piéta), sanctuaire martial

### Haute-Corse
- Notre-Dame de la Serra (Calvi) : chapelle, pèlerinage.
- Notre-Dame des Mers (Calvi) : Immergée au large de la pointe St François à 24 m de fonds.
- Notre-Dame des Grâces de Lavasina (Lavasina, Campile, St Charles de Bastia).
- A Santa di u Niolu (Casamaccioli).
- Notre-Dame de la Pitié (Oletta, hameau de Romanacce).
- Notre-Dame de Pancheraccia (Pancheraccia).

### Côte-d'Or
- Notre-Dame de Lée (Bessey-lès-Cîteaux).
- Sainte-Chapelle de Dijon (Dijon), chapelle ducale votive, dédiée à Notre-Dame et à Saint Jean l'Évangéliste.
- Notre-Dame de la Serrée (Nuits-Saint-Georges) : statue (Vierge de pitié).
- Notre-Dame de Rouvray (Rouvray) : statue (Vierge à l'Enfant).
- Notre-Dame d'Étang (Velars-sur-Ouche) : pèlerinage.

### Côtes-d'Armor

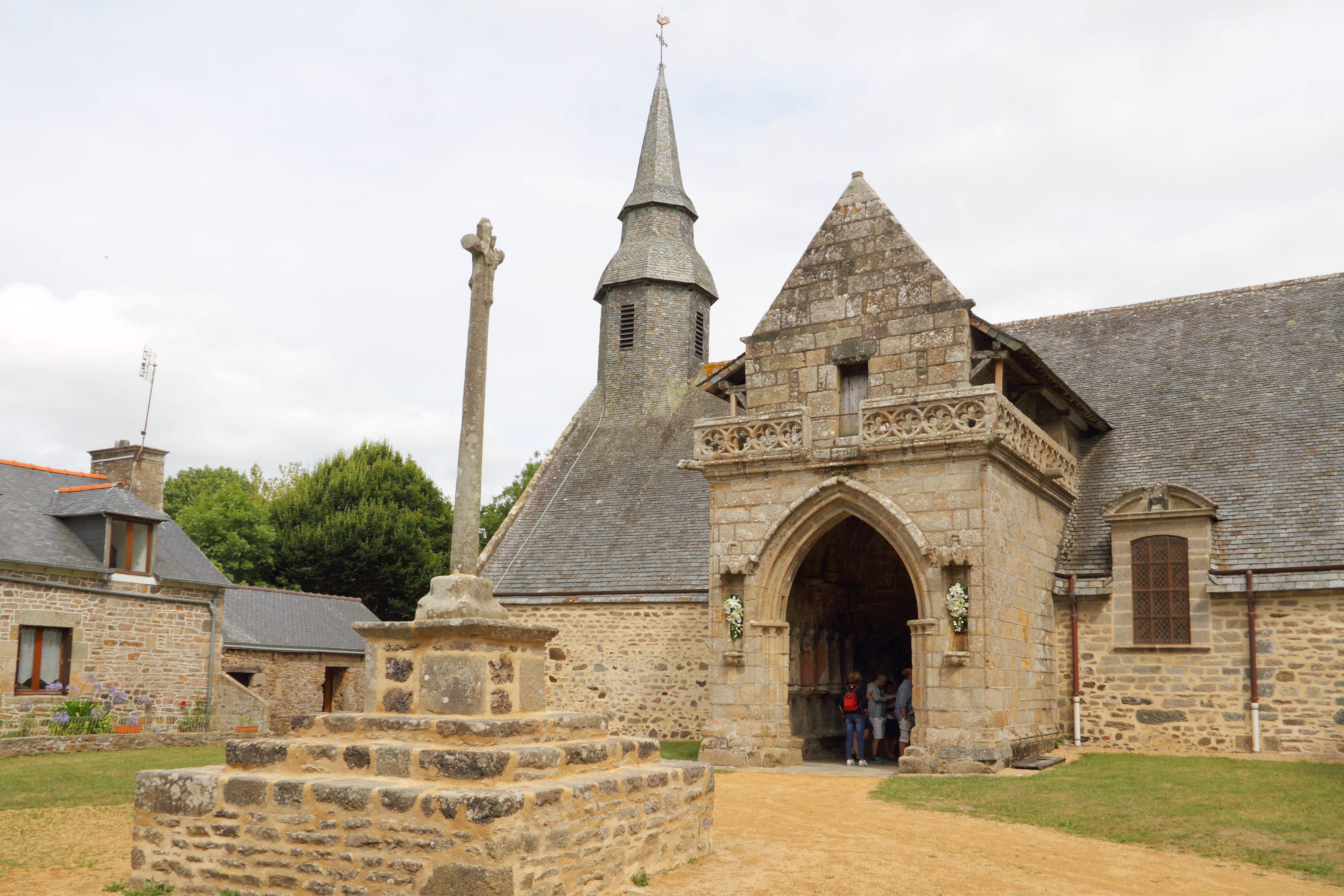
Chapelle de Kermaria an Iskuit, Plouha.

- Notre-Dame de Bulat (Bulat-Pestivien) : pèlerinage, chapelle.
- Notre-Dame de la Garde (Dahouët) : pardon.
- Notre-Dame de la Garde de Kertudal : chapelle, pardon, Saint-Quay-Portrieux.
- Notre-Dame des Vertus (basilique Saint-Sauveur de Dinan).
- Notre-Dame du Chêne (Dolo) : pardon.
- Notre-Dame de l'Isle (Goudelin) : pardon.
- Notre-Dame de Bon-Secours (Guingamp) : basilique mineure, statue (vierge noire  en 1857), pardon, confrérie.
- Notre-Dame de Toute-Aide, sanctuaire de Querrien (La Prénessaye) : pardon. statue ( )
- Notre-Dame de Grande Puissance (Lamballe) : pardon.
- Notre-Dame du Guiaudet (Lanrivain) : pardon.
- Notre-Dame de Pitié (Lanvellec) : pardon.
- Notre-Dame de la Merci (Kergrist, Le Faouët) : pardon.
- Notre-Dame de Kergrist (Plounez, Paimpol) : pardon, chapelle, vierge couchée.
- Notre-Dame de Lorette (Le Quillio) : pardon, chapelle.
- Notre-Dame de Karmez (Lescouët-Gouarec) : pardon.
- Notre-Dame de Bonne Nouvelle (Paimpol) : pardon.
- Notre-Dame de Lan Salaün (Paule).
- Notre-Dame de La Clarté (Perros-Guirec) (La Clarté en Perros-Guirec) : statue ( 1946), chapelle, pardon (15 août).
- Notre-Dame de Nazareth (Plancoët)  ( 8 septembre 1928) : pardon.
- Notre-Dame de Perros-Hamon (Ploubazlanec) : pardon.
- Notre-Dame du Gavel (Plouézec) : pardon.
- Chapelle de Kermaria an Iskuit (Plouha) : pardon.
- Notre-Dame de Coz-Yaudet (Ploulec'h) : chapelle.
- Notre-Dame de Bon-Secours (Plounez) : pardon.
- Notre-Dame des Fontaines (Pontrieux) :statue ( 1952) pardon.
- Notre-Dame de la Délivrance (Quintin) : statue (Vierge à l'Enfant  1934), pardon, vœu (1871)[14].
- Notre-Dame du Roncier (Rostrenen) : statue  1900, pardon.
- Notre-Dame d'Espérance (Saint-Brieuc) : statue ( 31 juillet 1865), pèlerinage, archiconfrérie, basilique.
- Notre-Dame de Clerin (Saint-Clet).
- Notre-Dame de Bon-Repos (Saint-Gelven) : pardon.
- Notre-Dame de la Clarté (Saint-Gilles-Pligeaux).
- Notre-Dame des Sept Douleurs (Saint-Gouéno) : pardon.
- Notre-Dame du Mont Carmel (Trébry) : pardon.
- Notre-Dame du Haut (Trédaniel).

### Creuse
- Notre-Dame du Puy (Bourganeuf) : pèlerinage.
- Notre-Dame de Crocq (Crocq) : statue, pèlerinage, chapelle.

## D

### Dordogne
- Notre-Dame de Capelou (Belvès) : pèlerinage.
- Notre-Dame de Redon Espic (Castels et Bézenac) : pèlerinage le 8 septembre (apparition mariale en 1814, reconnue).
- Notre-Dame du Roc (Mussidan) : chapelle désaffectée, statue déplacée à l'église paroissiale.
- Notre-Dame de Pitié (Plazac) : pèlerinage.
- Notre-Dame des Vertus (Sanilhac).
- Notre-Dame de Fonpeyrine (Tursac) : pèlerinage.
- Notre-Dame de Laveyssière (Eyraud-Crempse-Maurens) : pèlerinage 8 septembre à la Bambina

### Doubs
- Notre-Dame des Buis (Besançon).
- Notre-Dame de Lourdes (Le Bizot).

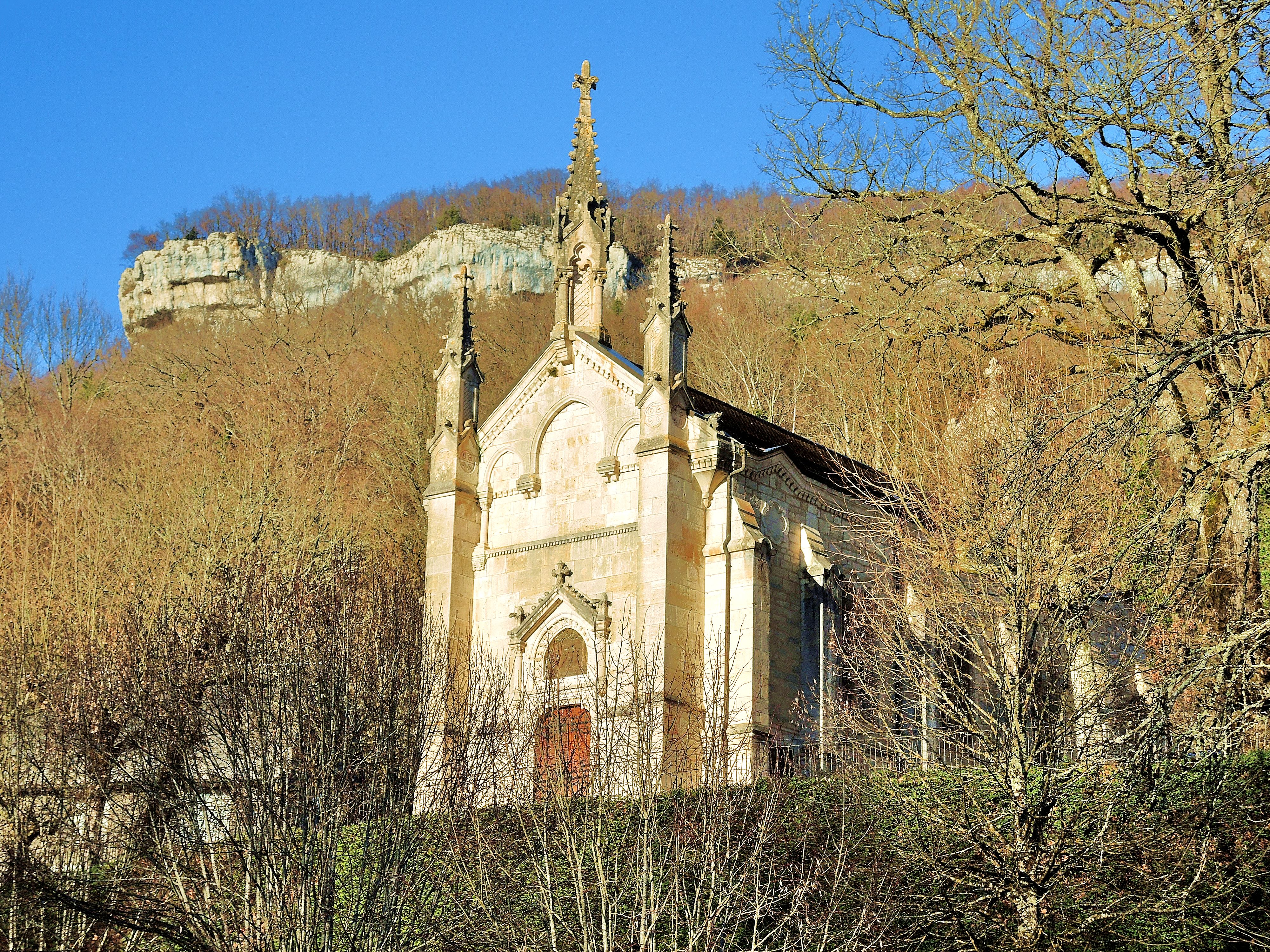
Notre-Dame du Chêne à Scey-Maisières.

- Notre-Dame de Pitié de Rémonot (Les Combes) : grotte-église.
- Notre-Dame de Consolation (Consolation-Maisonnettes).
- Notre-Dame de la Salette (Grand'Combe-des-Bois) : pèlerinage.
- Notre-Dame du Chêne (Scey-Maisières) : apparition à Cécile Mille en 1803, statue (Vierge à l'Enfant).
- Notre-Dame de la Délivrance (Le Puy).
- Notre-Dame d'Aigremont (Roulans) : pèlerinage, chapelle.
- Notre-Dame du Sacré-Cœur de Montoille (Roulans) : chapelle érigée en 1874, pèlerinage.
- Notre-Dame de la Libération (Thise) : paroisse de Beaupré.

### Drôme
- Notre-Dame de la Consolation (Arpavon).
- Notre-Dame du Mont Carmel (La Bégude-de-Mazenc, autrefois Châteauneuf-de-Mazenc).
- Notre-Dame de Nazareth (Buis-les-Baronnies).
- Notre-Dame de la Victoire (Buis-les-Baronnies).
- Notre-Dame (Chantemerle-les-Blés) : Église du XIe siècle, vierge noire.
- Notre-Dame des Sept Douleurs (Chaudebonne).
- Notre-Dame de Toronne (Clansayes) : pèlerinage, statue ( 1937).
- Notre-Dame de la Tour (Clansayes).
- Notre-Dame (Crozes-Hermitage) : Église, Madone érigée en 1944.
- Notre-Dame de la Calle (Dieulefit).
- Notre-Dame et Sainte-Anne de Montceau (Espeluche).
- Notre-Dame de Montchamp (Malataverne).

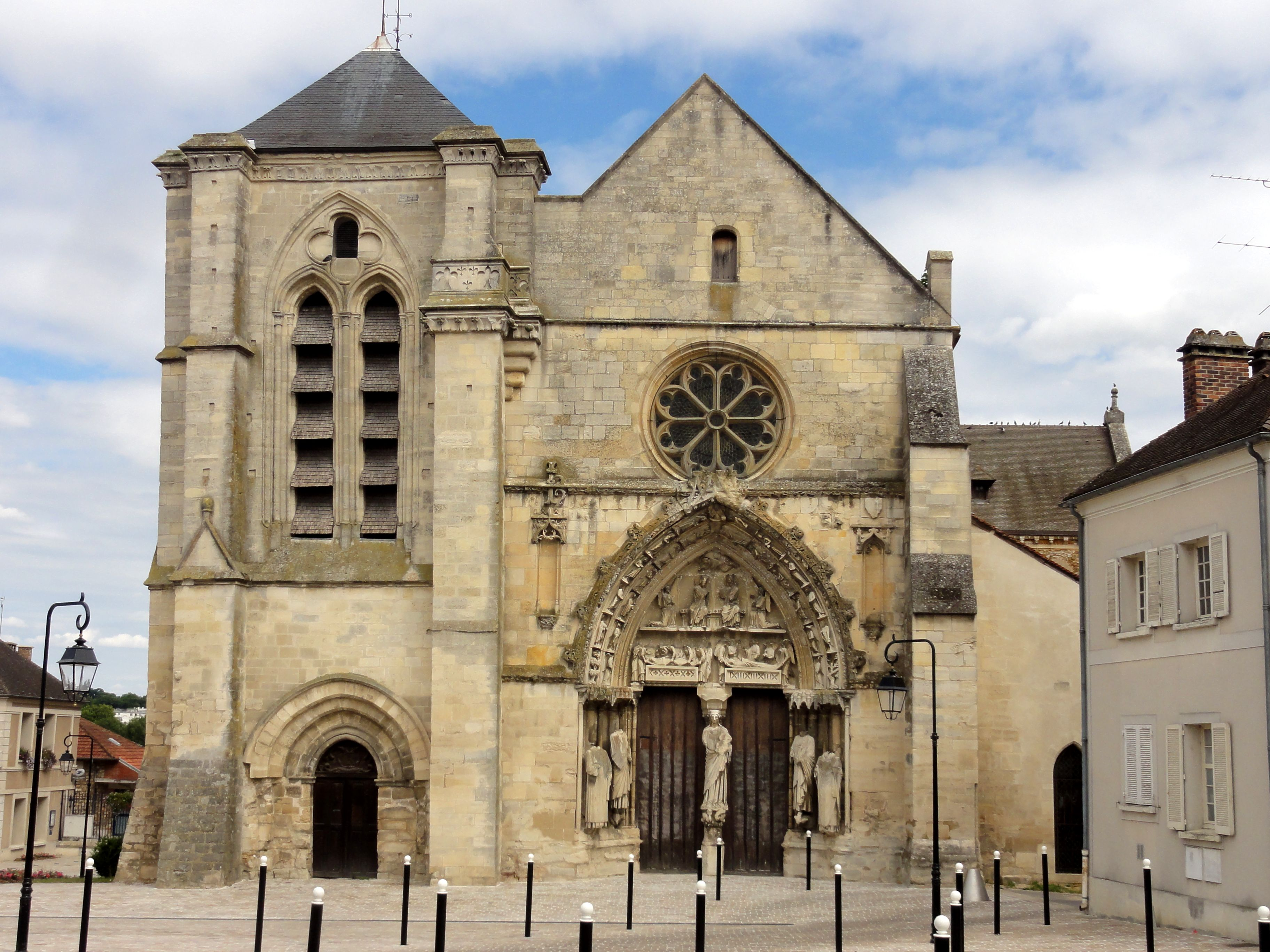
La basilique Notre-Dame de Bonne Garde à Longpont-sur-Orge dans l'Essonne.

- Notre-Dame de Tournay (Margès).
- Notre-Dame du Fresneau[15] (Marsanne) : Sanctuaire de la Miséricorde statue ( 1855), pèlerinage, chapelle.
- Notre-Dame de Béconne (ou de l'Annonciation) (Roche-Saint-Secret-Béconne) : pèlerinage, chapelle.
- Notre-Dame de Lourdes (Romans-sur-Isère) : église de 1937.
- Notre-Dame de Beauver (Rousset-les-Vignes).
- Notre-Dame des Sept Douleurs (Saint-Gervais-sur-Roubion).
- Notre-Dame de Tain (Tain-l'Hermitage) : Église 1838.

## E

### Essonne
- Notre-Dame de Bonne Garde (Longpont-sur-Orge) : reliques, pèlerinage, basilique depuis 1913.

### Eure

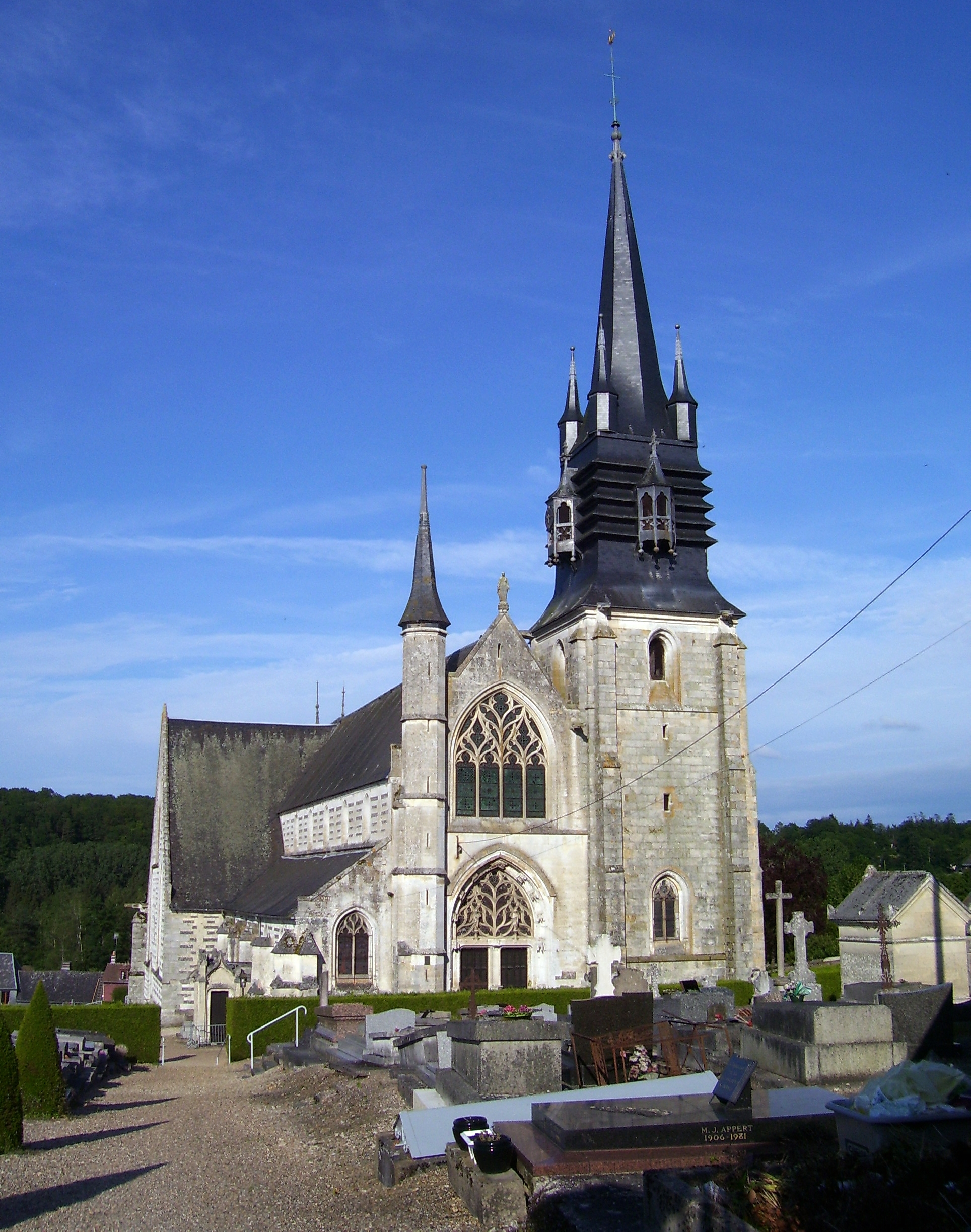
Notre-Dame de la Couture, Bernay, Eure.

- Notre-Dame des Andelys (Les Andélys.).
- Notre-Dame de la Couture (Bernay) : basilique mineure, pèlerinage.
- Cathédrale Notre-Dame (Evreux).
- Notre-Dame de Grâce (Saint-Pierre-de-Bailleul) : chapelle, pèlerinage[16].
- Collégiale Notre-Dame (Vernon).

### Eure-et-Loir
- Notre-Dame de la Belle Verrière (Chartres) : cathédrale.
- Notre-Dame du Pilier (Chartres) : cathédrale, statue ( 1856).
- Notre-Dame de Sous-Terre (Chartres) : crypte de la cathédrale.

## F

### Finistère
- Notre-Dame de Rocamadour (Camaret) : pardon.
- Notre-Dame des Portes (Châteauneuf-du-Faou) : pèlerinage.
- Notre-Dame de la Clarté (Combrit) : pardon.
- Notre-Dame de Kerdévot (Ergué-Gabéric) : pardon.
- Notre-Dame de Kernitron (Lanmeur) : pardon.
- Notre-Dame de Rumengol (Rumengol, ou Notre-Dame-de-Tout-Remède  Le Faou) : statue (, 1858) ; pèlerinage.
- Notre-Dame du Folgoët (Le Folgoët) (Vierge à l'Enfant  1888) : pardon.
- Notre-Dame de La Salette (Morlaix) : pardon ; chapelle.
- Notre-Dame du Bon Voyage (Ouessant) : pardon.
- Notre-Dame de la Joie (Penmarc'h) : pardon.
- Notre-Dame du Bon Voyage (Plogoff) : pardon.

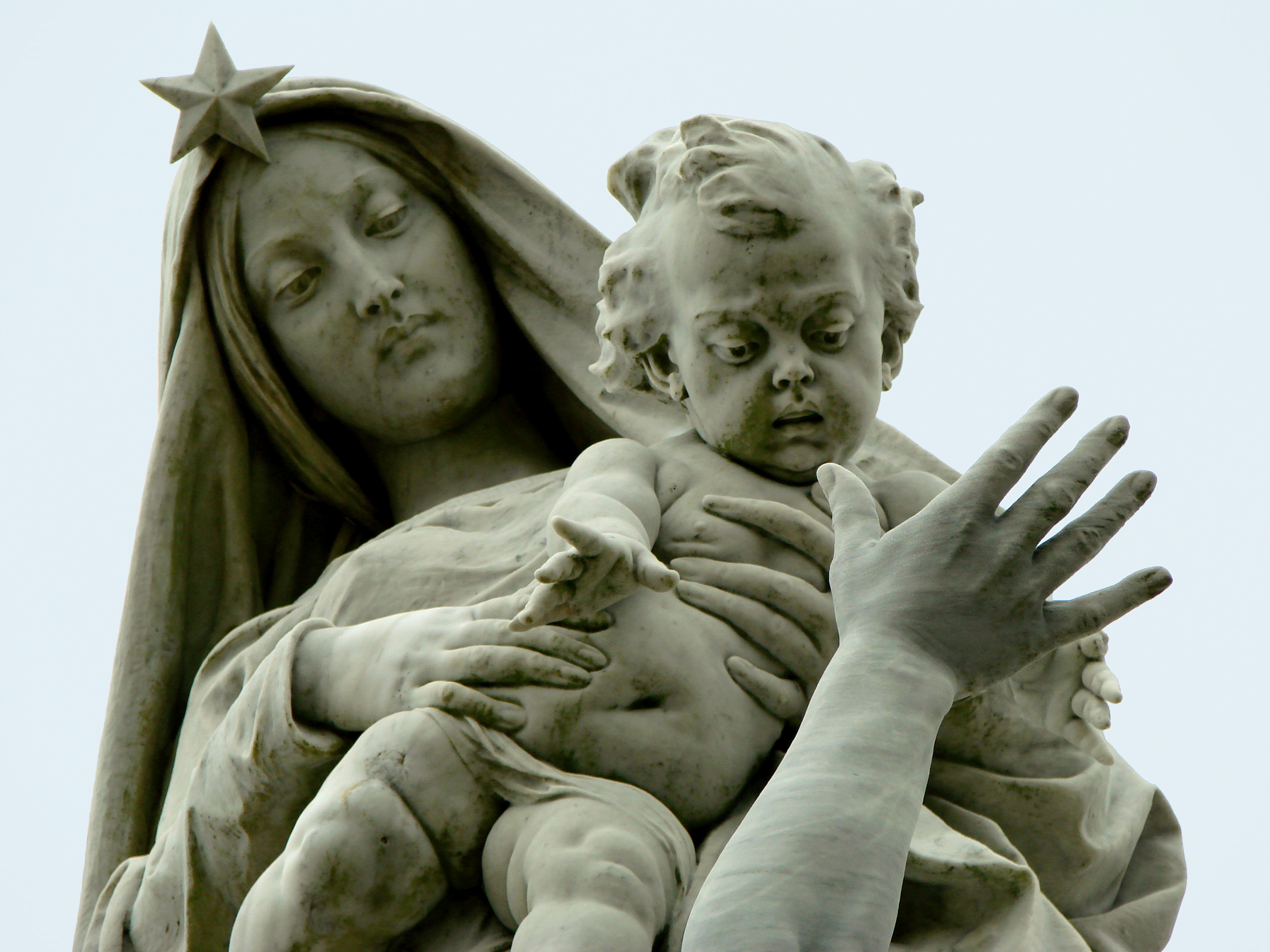
Notre-Dame des Naufragés, Pointe du Raz, Plogoff.

- Notre-Dame des Naufragés (Pointe du Raz, Plogoff) : statue ; pardon.
- Notre-Dame de Lorette (Plogonnec) : pardon.
- Notre-Dame de Tréminou (Plomeur) : pardon.
- Sainte-Marie-du-Ménez-Hom (Plomodiern) : pardon.
- Notre-Dame de Roscudon (Pont-Croix) : pardon.
- Notre-Dame de Penhors (Pouldreuzic) : pardon.
- Notre-Dame-de-Kérinec (Poullan-sur-Mer) : pardon
- Notre-Dame de Kergoat (Quéménéven) : pardon.
- Notre-Dame d'Espérance (Quimper) : statue .
- Ty Mamm Doue (Kerfeunteun, Quimper) : pardon ; chapelle.
- Notre-Dame de Tronoën (Saint-Jean-Trolimon) : pardon ; chapelle.
- Notre-Dame du Crann (Spézet) : pardon.

## G

### Gard
- Notre-Dame de Bon Secours (ou de Prime-Combe) (887) (Fontanès) : chapelle, pèlerinage[17].
- Notre-Dame-de-Santa-Cruz (Nîmes).
- Notre-Dame de Rochefort (Rochefort-du-Gard) : pèlerinage.
- Notre-Dame de Vauvert (Vauvert).
- Notre-Dame des Vignes (Saint-Alexandre)
- Notre-Dame de la Blache (Pont-Saint-Esprit)
- Notre Dame de Rouzigue (Carsan)
- Madone de Sabran (Sabran), procession le 15 aout
- Immaculée Conception (Bagnols-sur-Cèze), procession le 8 décembre

### Haute-Garonne
- Notre-Dame de Lorette (Alan).
- Notre-Dame de Picheloup (Arnaud-Guilhem).
- Notre-Dame de Miege-Coste (Aspet).
- Notre-Dame des Miracles (Avignonet-Lauragais).
- Notre-Dame de Mailho-Blanc (Bachas).
- Notre-Dame des Vignes (Bagiry).
- Sainte-Marie du Désert (Bellegarde-Sainte-Marie).
- Notre-Dame de Saussens (Bourg-Saint-Bernard).
- Notre-Dame des Grâces (Bruguières).
- Notre-Dame des Aubets (Le Burgaud).
- Notre-Dame de Clary (Cessales).
- Notre-Dame des Bois (Clermont-le-Fort).
- Notre-Dame de L'Escalère (Gouaux-de-Larboust).
- Notre-Dame de Polignan (Gourdan-Polignan).
- Notre-Dame de l'Aouach (Le Fauga).
- Notre-Dame de la Louge (Longages).
- Notre-Dame d'Alet (Montaigut-sur-Save) : apparitions au XIIe siècle et en 1673. Chapelle, statue : pietà  le 14 juin 1863.
- Notre-Dame de Montaut (Montbrun-Bocage).
- Notre-Dame de Roqueville (Montgiscard) : statue .
- Notre-Dame de Saint-Bernard (Montoulieu-Saint-Bernard).
- Notre-Dame de Brouls (Pointis-Inard).
- Notre-Dame de Pommes (Portet-d'Aspet).
- Notre-Dame du Pont (Rieux).
- Notre-Dame de la Morère (Rieux).
- Notre-Dame de Beldou (Saint-Jory).
- Notre-Dame de Montayan (Salies-du-Salat).
- Notre-Dame de Pitié (Soueich).
- Notre-Dame des Anges (paroisse de Pourvourville, Toulouse) : statue couronnée.
- Notre-Dame des Champs (Toulouse) : statue (Vierge à l'Enfant).
- Notre-Dame de la Dalbade (Toulouse).
- Notre-Dame de la Daurade (ou Notre-Dame la Noire) (Toulouse): statue (vierge noire à l'enfant  1874).
- Notre-Dame du Taur (Toulouse).
- Sanctuaire de Notre-Dame du Bout-du-Puy (Valentine).

### Gers
- Notre-Dame des Sept Douleurs (Cahuzac) : pèlerinage.
- Notre-Dame de Pibèque (Castelnau d'Auzan).
- Notre-Dame du Bernet (Dému).
- Notre-Dame de Tudet (Gaudonville).
- Notre-Dame de Tonneteau(Gondrin).
- Notre-Dame de Consolation (Lavardens).
- Notre-Dame de Brétous (Montaut).
- Notre-Dame de Bouit (Nogaro) : statue en bois doré du XVIIIe siècle.
- Notre-Dame d'Esclaux (Saint-Mézard) : statue.
- Sanctuaire marial de Laleuge (Sarragachies).

### Gironde
- Notre-Dame des Marins (Arcachon) : pèlerinage.
- Notre-Dame de Condat : statue (Vierge à l'Enfant, couronnée).
- Notre-Dame de la fin des terres (Soulac-sur-Mer) : basilique mineure, pèlerinage.
- Notre-Dame de Talence (Talence) : pietà, pèlerinage (1132), vierge couronnée.
- Notre-Dame de Verdelais (Verdelais) : pèlerinage (1112), Vierge couronnée, basilique.

## H

### Haut-Rhin
- Notre-Dame des Trois-Épis (Trois-Épis)[18].

### Haute-Loire
- Notre-Dame du Puy (Le Puy-en-Velay) : lieu de pèlerinage ancien à la Vierge noire dite du Mont Anis (1000).

### Hauts-de-Seine
- Notre-Dame du Bon Repos (Chaville).
- Notre-Dame de Bonne Délivrance (Neuilly-sur-Seine) : pèlerinage.
- Notre-Dame de Boulogne (Boulogne-Billancourt)

### Hérault
- Notre-Dame du Grau (Agde) : apparition (vers 450), pèlerinage.
- Notre-Dame du Suc (Brissac).
- Notre-Dame de Mougères (Caux).
- Notre-Dame de Grâce (Gignac).
- Notre-Dame de Capimont (Hérépian) : Xe siècle.
- Notre-Dame des Tables (Montpellier).
- Notre-Dame du Dimanche (Saint-Bauzille-de-la-Sylve) : apparition à Auguste Arnaud en 1873.
- Notre-Dame de Trédos (Saint Étienne d'Albagnan).
- Notre-Dame du Spasme (La Livinière).
- Notre-Dame de Nize (Lunas).

## I

### Ille-et-Vilaine

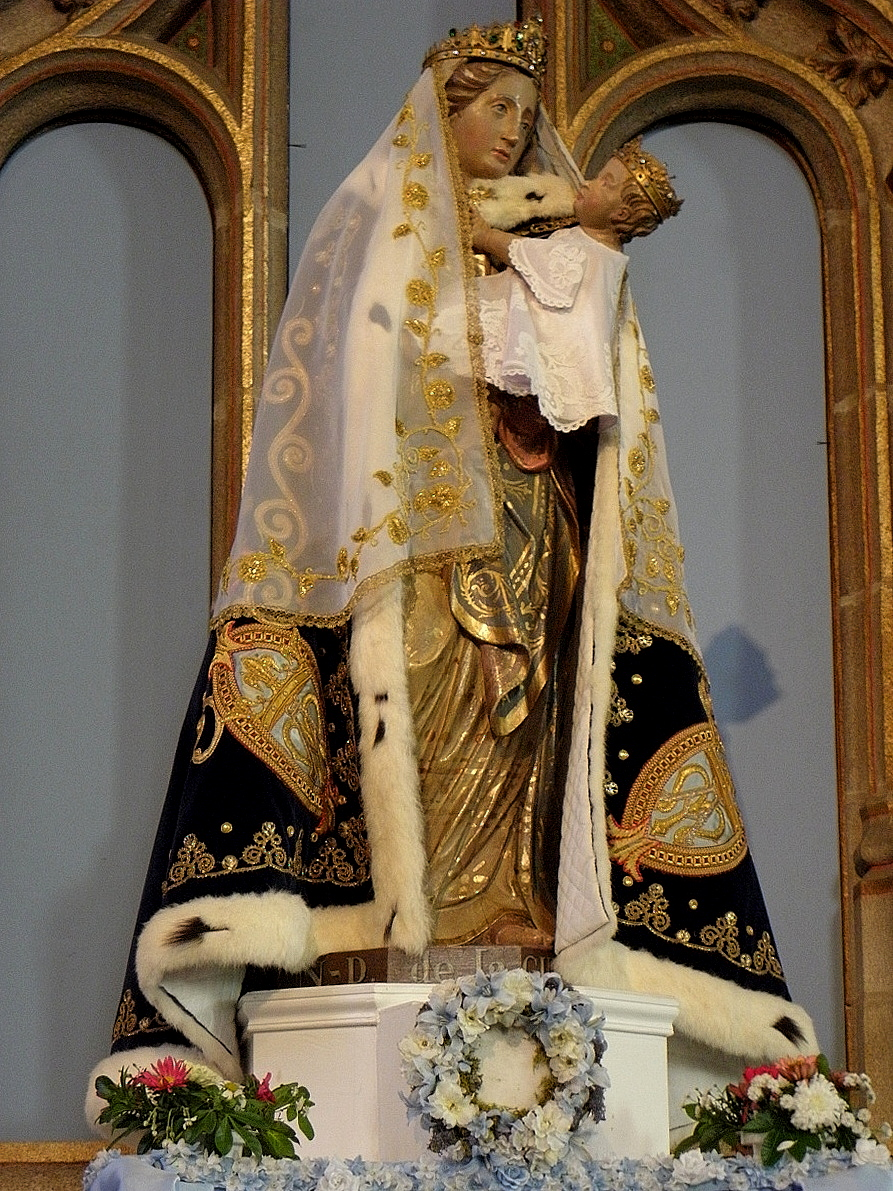
Statue couronnée de Notre-Dame de La Guerche.

- Notre-Dame des Landes (Baguer-Morvan).
- Notre-Dame du Verger (Cancale).
- Notre-Dame de la Garde (Cherrueix) (1888) : statue .
- Notre-Dame de Lorette (Comblessac) : chapelle.
- Notre-Dame des Marais (Fougères) : statue , 8 septembre 1923, pardon.
- Notre-Dame de La Guerche (La Guerche) : , 17 juin 1937.
- Notre-Dame de Beauvais (Le Theil-de-Bretagne) : pèlerinage, chapelle.
- Notre-Dame du Roc (Montautour) : statue , 29 avril 1953, église.
- Notre-Dame de Paimpont (Paimpont).
- Notre-Dame de Bonne Nouvelle (église Saint-Aubin, Rennes) : tableau  25 mars 1908, pèlerinage, basilique.
- Notre-Dame des Miracles et des Vertus (église Saint-Sauveur, Rennes) : statue , 25 mars 1908, basilique.
- Notre-Dame de l'Epine (Saint-Briac).
- Notre-Dame de la Peinière (Saint-Didier) : statue , 8 septembre 1926, pardon.
- Notre-Dame de la Délivrance (Saint-Jouan-des-Guérets).
- Notre-Dame de Grainfollet (Saint-Suliac).

### Indre
- Notre-Dame de Pitié ou de la Bouzanne (Aigurande) : chapelle, source, pèlerinage.
- Bonne-Dame (Argenton-sur-Creuse) : chapelle, pèlerinage, gigantesque statue (Vierge à l'Enfant) en cuivre doré érigée sur la chapelle.
- Notre-Dame de Vaudouan (hameau de Vaudouan, Briantes) : chapelle. Le sanctuaire  a pour origine l'apparition miraculeuse d'une statue de la Vierge dans la fontaine voisine.
- Notre-Dame de Gargilesse (Gargilesse-Dampierre) : statue (Vierge à l'Enfant).
- Notre-Dame du Sacré-Cœur (Issoudun) : statue (Vierge à l'Enfant, , 8 septembre 1869).
- Notre-Dame de Pellevoisin (Pellevoisin) : apparition (Estelle Faguette, 1876), pèlerinage, chapelle[19].

### Indre-et-Loire
- Notre-Dame de la Prière (L'Île-Bouchard) : apparition, pèlerinage.
- Notre-Dame de Beautertre (Mouzay).
- Notre-Dame de Rivière (Rivière) : statue couronnée.

### Isère

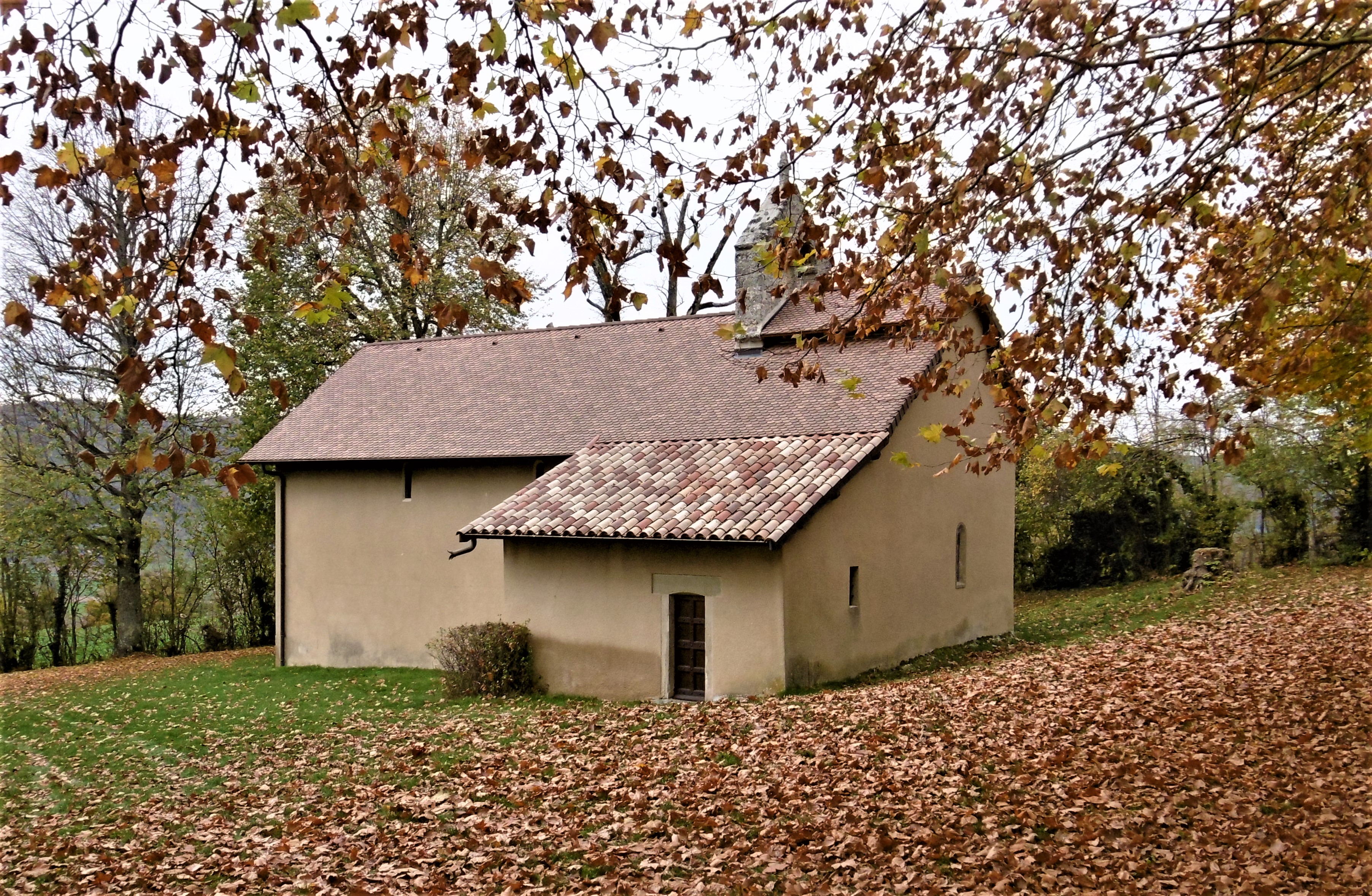
La chapelle Notre-Dame de Milin à Burcin en Isère.

- Notre-Dame des Neiges (L'Alpe d'Huez) : contemporaine[20] (voir Notre-Dame des Neiges (Alpe d'Huez).
- Notre-Dame (Auberives) : église XIIIe siècle, remaniée au XVIIe siècle.
- Notre-Dame de la Balme (La Balme-les-Grottes) : chapelle attestée au XIIe siècle, la chapelle supérieure est dédiée à Notre-Dame des Consolations.
- Notre-Dame (Beauvoir-de-Marc) : église XIIe siècle.
- Petite Salette (Bellegarde-Poussieu) : chapelle XIVe siècle, ancienne église paroissiale.
- Notre-Dame de l’Assomption (Bernin) : église paroissiale érigée en 1781, 1836, nombreuses modifications.
- Notre-Dame (Bourgoin-Jallieu) : église paroissiale de Jallieu réédifiée en 1859 avec des remplois de l’église du XIIe siècle.
- Notre-Dame de Villieu (Bourgoin-Jallieu) : chapelle érigée en 1893 à la place de l'église paroissiale du XIIIe siècle.
- Notre-Dame de Milin (Burcin) : chapelle du XIIIe siècle, attestée en 1111[21], vierge noire du XVIIIe siècle, pèlerinage, patronne de la région naturelle des Terres froides.
- Notre-Dame de la Salette (Cessieu) : chapelle.
- Notre-Dame des Autels (Champ-sur-Drac), chapelle du XIIe siècle, pèlerinage.
- Notre-Dame (Cheyssieu) : église remaniée au XIXe siècle.
- Sainte Marie (Clelles) : église XIIIe siècle.
- Notre-Dame de la Compassion (Corbelin) : église paroissiale, prieuré du XIe siècle, réédifié au XVIe siècle et XIXe siècle.
- Notre-Dame de Sciez (La Côte-Saint-André) : chapelle XIXe siècle.
- Notre-Dame du Mont (Gillonnay) : chapelle du XIIIe siècle.
- Notre-Dame-de-l'Assomption (Grenoble) : Cathédrale.
- Sainte Marie d’En Bas (Grenoble) : chapelle XVIIe siècle. Théâtre.
- Sainte Marie d’en haut (Grenoble) : couvent de visitandines fondé en 1619. Musée Dauphinois.
- Notre Dame de la Salette (Heyrieux) : oratoire du XIXe siècle.
- Notre-Dame des Charbonnaux (Jarrie).
- Notre-Dame (Lans-en-Vercors) : église XIXe siècle avec des éléments XVIIe siècle.
- Notre-Dame de la Salette (Meyrié) : chapelle érigée en 1858 par le confesseur des deux bergers, grotte, source.
- Notre-Dame-de l’Assomption (Mont-de-Lans) : église paroissiale.
- Notre-Dame de l'Osier (Notre-Dame-de-l'Osier) : miracle en 1649, apparition (Pierre Portcombet, 1656), statue (vierge seule  1873), chapelles, pèlerinage, basilique[22].
- Sainte Marie (Notre-Dame-de-Mésage) : église paroissiale du XIIe siècle.
- Notre-Dame des Croix (Parmenie), église du monastère, XIIe siècle, origine de la foire de Beaucroissant, pèlerinage le 14 septembre.
- Notre-Dame d’Esparron (Le Percy) : Ermitage.
- Notre-Dame de Tournin (Pommier-de-Beaurepaire) : XVIe siècle.
- Notre-Dame de Tourdan (Revel-Tourdan) : église prieurale du XIe siècle.
- Notre-Dame de bonne conduite / de Montceau (Ruy) : chapelle du XIIe siècle.
- Notre-Dame de La Salette (La Salette-Fallavaux) : apparition (1846, Maximin Giraud et Mélanie Calvat), statue[23].
- Notre-Dame des Sept Douleurs (La Salette-Fallavaux) : cimetière canadien.
- Fontaine de la Vierge noire (La Sône) : Statue couronnant une fontaine.
- Notre-Dame de la Jayère (Saint-Antoine-l'Abbaye) : chapelle XIIIe siècle.
- Vierge du Collet (Saint-Christophe-en-Oisans), statue XIXe siècle.
- Notre-Dame de Bon Secours (Saint-Clair-du-Rhône) : Statue érigée le 25 mai 1875.
- Notre-Dame des Anges (Saint-Just-de-Claix) : Ancien monastère cistercien.
- Notre-Dame du Château (Saint-Laurent-du-Pont) : chapelle. Un vitrail évoque Notre-Dame des Rochers, ermitage aujourd’hui perdu, construit par le curé desservant de Villette, chartreux expulsé durant la Révolution française.
- Notre-Dame de Casalibus (Saint-Pierre-de-Chartreuse) : chapelle réédifiée en 1440 à l’emplacement de l’église conventuelle du premier monastère détruit en 1132.
- Notre-Dame des Champs (Saint-Vérand) : statue de plein air de Duilio Donzelli, 1954.( 1879).
- Notre-Dame (Têche) : église remaniée au XIXe siècle.
- Notre-Dame de l’Assomption (La Tour-du-Pin) : église paroissiale édifiée en 1880 en place de l’ancienne église.
- Notre-Dame de l’Assomption (La Tour-du-Pin) : Belvédère érigé le 31 mai 1858.
- Notre-Dame de l’Assomption (Trept) : église paroissiale XIXe siècle.
- Notre-Dame (Tullins) : chapelle de l’ancien prieuré XVIIe siècle.
- Vierge de la Libération (Varces-Allières-et-Risset) : statue érigée en remerciement pour la libération de la France, en 1946.
- Notre-Dame (Vermelle) : chapelle du XIVe siècle.
- Notre-Dame de la Vie / de la Vieille / des Anciens (Vienne) : Serait un des plus anciens édifices dédiés au culte marial : Temple romain réaffecté.
- Notre-Dame de l’Isle (Vienne) : chapelle érigée en 1130.
- Notre-Dame de Pipet (Vienne) : 1856, chapelle dédiée à Notre-Dame de la Salette, sur l’oppidum romain.
- Sainte Marie de Genevrey (Vif) : XIIe siècle plusieurs fois restaurée.
- Chapelle des Ayes (Vignieu):  chapelle érigée en 1856.
- Notre-Dame des Bois (Vignieu) : madone érigée en 1822, indulgenciée par Pie IX, le 5 janvier 1857.
- Notre-Dame de l’Assomption (Villard-Reymond) : église paroissiale.
- Chapelle de Grolée (Viriville), anciennement Notre-Dame de Viriville.
- Notre-Dame de Vizille (Vizille) : Prieurale clunisienne du monastère Sainte Marie.
- Notre-Dame de Vouise (Voiron) : Statue réduite de Notre-Dame du Puy, 1868.
- Notre-Dame des Grâces (Voiron) : chapelle des pénitents blancs et confrérie de Notre-Dame de Confanon, XVIIe siècle, réédifiée en 1910.
- Notre-Dame des Victoires (Voiron) : XVIIe siècle, chapelle du couvent des bernardines réédifiée en 1884.
- Notre-Dame de Chalais (Voreppe) : 1101, église abbatiale de l’ordre de Chalais, actuellement, couvent dominicain[24].

## J

### Jura

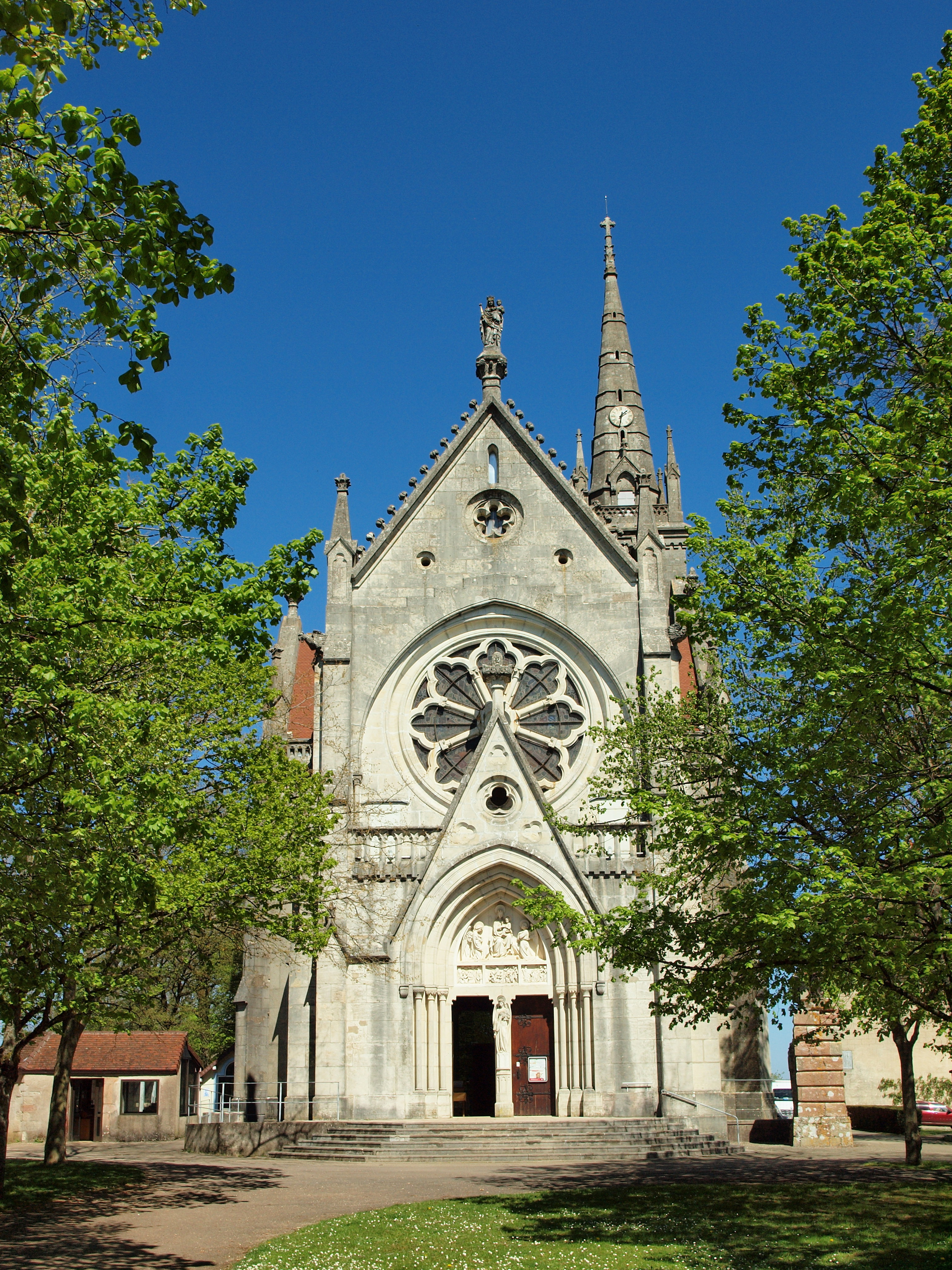
Sanctuaire Notre-Dame de Mont-Roland, Jouhe, Jura.

- Notre-Dame de l'Ermitage (Arbois) : pèlerinage.
- Notre-Dame de l'Isle (Clairvaux).
- Notre-Dame du Chêne (Cousance).
- Notre-Dame du Mont Roland (Jouhe, près de Dole) : pèlerinage, église, magasin de livres et souvenirs religieux, salles, Vierge avec large emplacement pour les cierges, pèlerinages des Portugais de Bourgogne Franche-Comté chaque année et vaste pèlerinage annuel des Gens du voyage.
- Notre-Dame de Mièges (Mièges) : petite Vierge noire.
- Notre-Dame de Consolation (Rochefort-sur-Nenon) : au Nord de Dole, statue (Vierge à l'Enfant), chapelle.
- Notre-Dame de Saint Loup (Saint-Loup) : village proche de Dole.
- Notre-Dame Libératrice (Salins-les-Bains).
- Notre-Dame du Gout (Sirod).
- Notre-Dame de Tavaux (Tavaux) : pèlerinage annuel et site en pleine nature avec statues, lieu calme et verdoyant ouvert toute l'année, pèlerinage en août. Site institué en 1935 dans un style imitant de façon réduite le site de Lourdes.

## L

### Landes
- Notre-Dame de la Course landaise (Bascons) : chapelle, pèlerinage.
- Notre-Dame de Buglose (Saint-Vincent-de-Paul ) : pèlerinage.
- Notre-Dame des Cyclistes (Labastide-d'Armagnac).
- Notre-Dame du Rugby (Larrivière-Saint-Savin) : chapelle (1861).
- Notre-Dame de Maylis (Maylis) : abbaye.
- Notre-Dame de l'Assomption (Lugaut, commune de Retjons) : chapelle.
- Notre-Dame de Saubion (Saubion) : statue, pèlerinage.
- Notre-Dame de Goudosse (Souprosse) : chapelle.
- Notre-Dame de Contis (Uza) : statue, chapelle.

### Loir-et-Cher
- Notre-Dame de la Trinité de Blois (Blois) : pèlerinage.
- Notre-Dame de Radegonde (Cour-sur-Loire) : pèlerinage.
- Notre-Dame de Pitié (Villedieu-le-Château).
- Notre-Dame de Villethiou (Saint-Amand-de-Longpré) : pèlerinage

### Loire
- Notre-Dame d'Espérance (Montbrison).
- Notre-Dame de l'Hermitage (Noirétable) : statue , pèlerinage.
- Notre-Dame du Genêt d'Or (Valfleury) : pèlerinage, statue  31 mai 1860.
- Notre-Dame-sous-Terre (Pélussin).

### Haute-Loire
- Notre-Dame du Portail (Auzon) : statue, pèlerinage.
- Notre-Dame Trouvée (Lavoûte-Chilhac) : statue  (Vierge à l'Enfant,  en 1913), pèlerinage, confrérie.
- Notre-Dame du Puy (Le Puy-en-Velay) : statue, pèlerinage, jubilé.
- Notre-Dame de France (Le Puy-en-Velay).
- Notre-Dame d'Estours (paroisse de Champels, Monistrol-d'Allier) : statue, pèlerinage, chapelle.
- Notre-Dame de Pradelles (Pradelles) : statue ( 1869, Vierge à l'Enfant).

### Loire-Atlantique

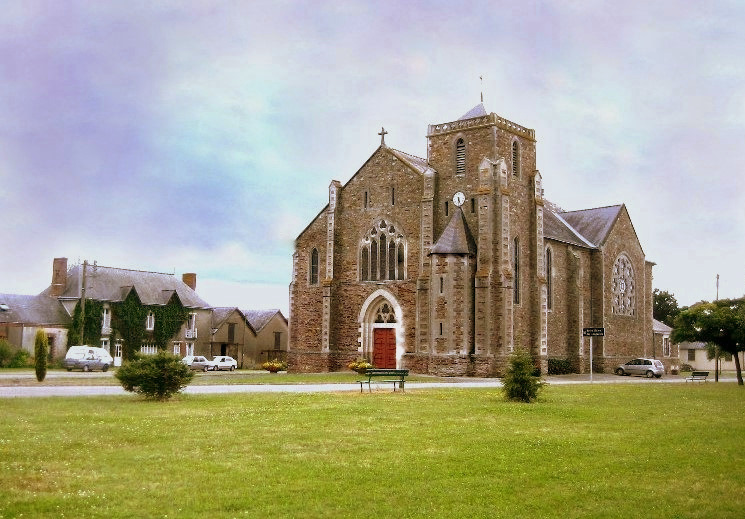
L'église de Notre-Dame-des-Langueurs, Joué-sur-Erdre, Loire-Atlantique.

- Notre-Dame de Miséricorde (Nantes).
- Notre-Dame du Roncier (Nantes).
- Notre-Dame de Toutes-Aides (Nantes) : statue  le 24 juin 1883[25]
- Notre-Dame des Langueurs (ou de la Pitié) (Notre-Dame-des-Langueurs, commune de Joué-sur-Erdre) : église.
- Notre-Dame des Anges (Orvault), chapelle.
- Notre-Dame de Bongarand (Sautron) : chapelle.
- Notre-Dame de Fréligné (Touvois) : chapelle.

### Loiret
- Notre-Dame des Champs (Aschères-le-Marché) : pèlerinage.
- Notre-Dame de Cléry (Cléry-Saint-André) : statue (Vierge à l'Enfant ), basilique.
- Notre-Dame-de-Béthléem (Ferrières-en-Gâtinais).
- Notre-Dame des Miracles (Orléans) : statue de la Vierge Noire très vénérée à Orléans. Jeanne d'Arc est venue y prier après avoir libéré Orléans des anglais. La première statue en bois a été brulée durant les guerres de religion. Mais elle a été très rapidement reproduite en pierre pour qu'elle ne subisse pas le même sort. Durant la seconde guerre mondiale sa chapelle a été totalement préservée alors que tout le quartier, dont l'église, avait été détruit par les bombardements. La presse d'alors en a largement parlé et les orléanais venaient constater ce miracle. Une église neuve a été ensuite construite autour de la chapelle de la Vierge Noire. Vierge à l'Enfant couronnée.

### Lot
- Notre-Dame de Verdale (Lacam-d'Ourcet) : pèlerinage[26].
- Notre-Dame de Rocamadour (Rocamadour) : statue (Vierge noire)[27]  le 8 septembre 1853.
- Notre-Dame de L'Olm (Salviac) Renaissance : statue (Vierge à l'Enfant), retable[28].
- Notre-Dame de Vèles (Vers) : statue (Vierge à l'Enfant).
- Notre-Dame du Mas du Noyer (Faycelles) : statue (Vierge à l'Enfant)

### Lot-et-Garonne
- Notre-Dame de Pitié (Agen) : statue (, vierge seule).
- Notre-Dame de Bon-Encontre (Bon-Encontre) : statue, pèlerinage, basilique.
- Notre-Dame d'Ambrus (Damazan) : statue, pèlerinage, chapelle.
- Notre-Dame de Gontaud (Gontaud-de-Nogaret) : statue (Vierge à l'Enfant ).
- Notre-Dame de Peyragude (Penne-d'Agenais) : pèlerinage.
- Notre-Dame du Bout-du-Pont (Villeneuve-sur-Lot).

### Lozère

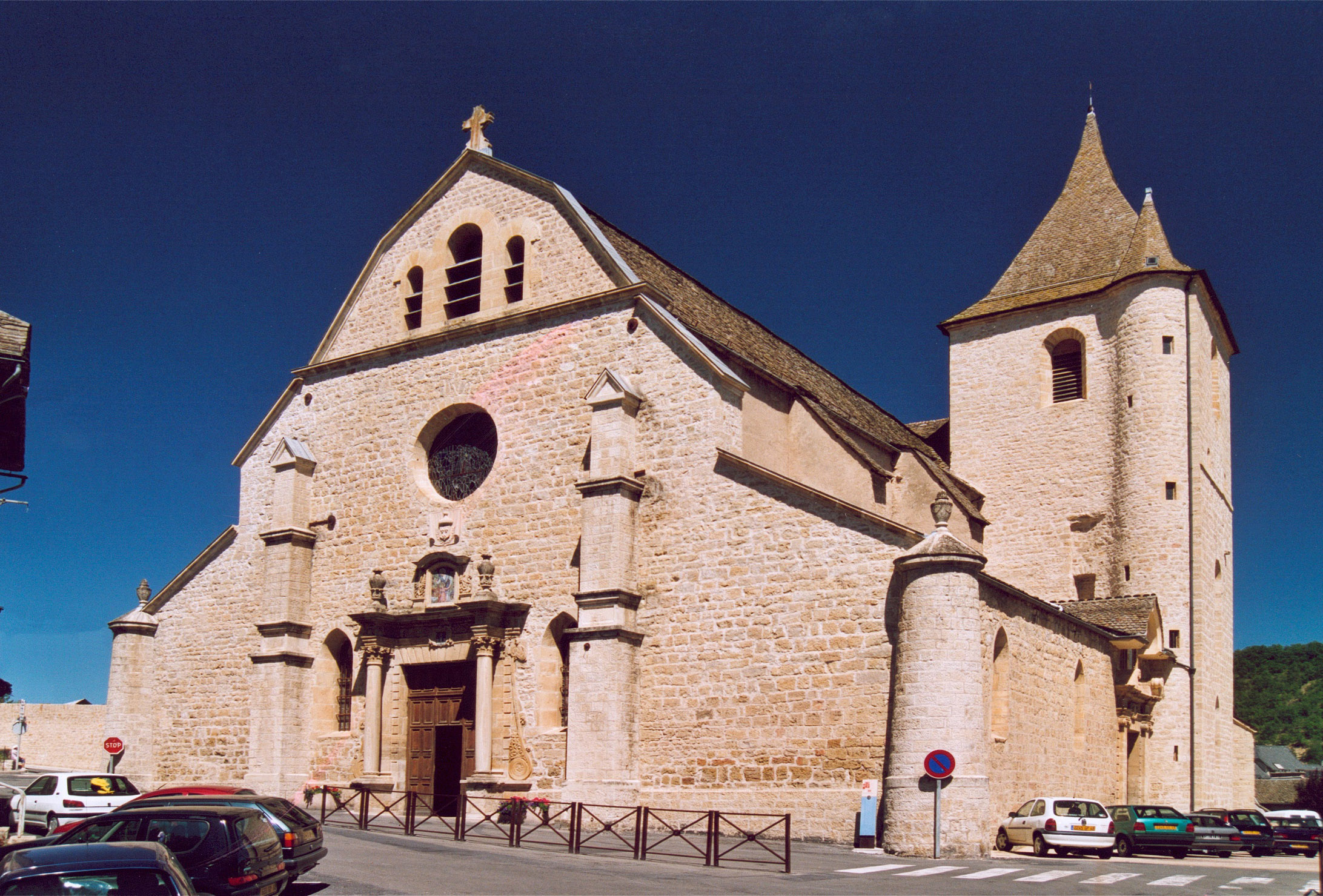
Collégiale Notre-Dame de la Carce, Marvejols, Lozère.

- Notre-Dame de Cenaret (Barjac) : pèlerinage.
- Notre-Dame de la Carce (Marvejols) : statue ( 1875), pèlerinage, église.
- Notre-Dame de Beaulieu (Paulhac-en-Margeride).
- Notre-Dame de Quézac (Quézac) : statue ( 1904).

## M

### Maine-et-Loire
- Notre-Dame de Sous-Terre (monastère de l'Esvière, Angers).
- Notre-Dame de Béhuard (Béhuard) : sur une île de la Loire.
- Notre-Dame du Marillais (Le Marillais).
- Notre-Dame des Gardes (Saint-Georges-des-Gardes) : statue ( 8 septembre 1875).
- Notre-Dame de Charité (Saint-Laurent-de-la-Plaine) : statue.
- Notre-Dame des Ardilliers (Saumur) : chapelle.
- Notre-Dame du Chêne (Soucelles) : statue couronnée (Vierge à l'Enfant).

### Manche
- Notre-Dame de la Mer (Carolles).
- Notre-Dame de Pitié (Coutances) : pèlerinage, cathédrale.
- Notre-Dame du Cap Lihou (Granville) : pèlerinage.
- Notre-Dame des Dunes (Jullouville).
- Notre-Dame de l'Étoile (Montebourg) : statue, ancienne abbaye bénédictine.
- Notre-Dame de Pitié (Rancoudray).
- Notre-Dame sur Vire (hameau de La Chapelle-sur-Vire, commune de Troisgots) : statue, chapelle, pèlerinage.

### Marne
- Notre-Dame en Vaux (collégiale Notre-Dame, Châlons-en-Champagne) : statue .
- Notre-Dame de l'Épine (L'Épine) (1400) : statue ( 1890), pèlerinage, basilique (1914).
- Notre-Dame des Langueurs (Œuilly) : pèlerinage.
- Notre-Dame de Reims (Reims) : cathédrale.

### Haute-Marne

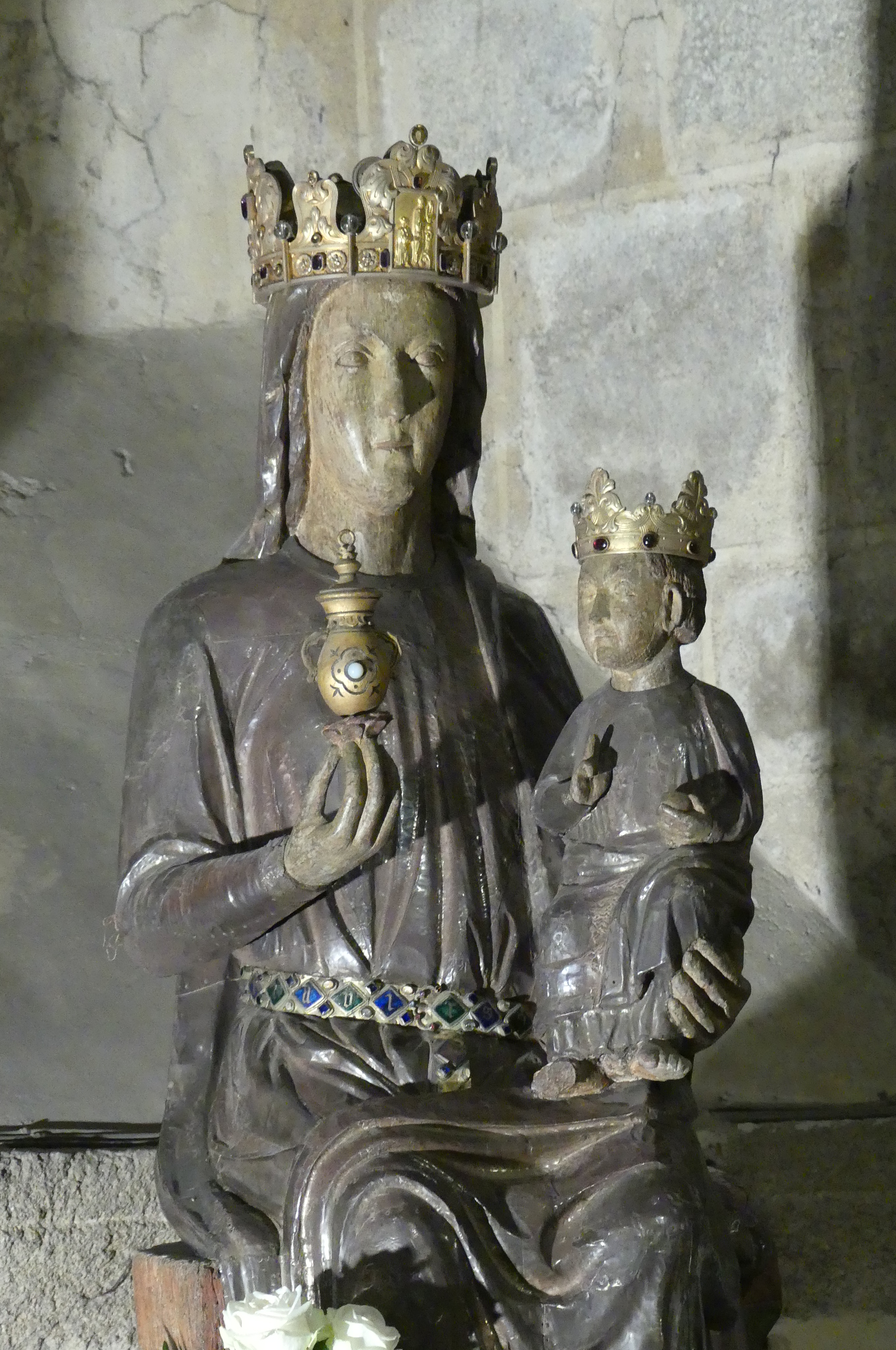
Statue Notre-Dame de l'Épine, chêne polychrome recouvert de lames d’argent, début XIII, abbaye d'Évron.

- Notre-Dame de Montrot (Arc-en-Barrois) : pèlerinage.
- Notre-Dame des Pauvres (Bayard) : pèlerinage.
- Notre-Dame des Bois (Chalindrey) : pèlerinage.
- Notre-Dame des Ermites (Cuves) : pèlerinage.
- Notre-Dame du Chêne (Dampierre) : pèlerinage.
- Notre-Dame de la Délivrance (Langres) : pèlerinage.
- Notre-Dame de Presles (Marcilly-en-Bassigny) : pèlerinage.

### Mayenne
- Notre-Dame d'Évron (Évron) : abbaye, statue , pèlerinage.
- Notre-Dame d'Avenières (Laval) : pèlerinage.
- Notre-Dame des Miracles (Mayenne) : basilique.
- Notre-Dame de Pontmain (Pontmain) : apparition (Eugène et Joseph Barbedette, 1871)[29].
- Notre-Dame du Chêne (Saint-Martin-de-Connée) : pèlerinage.

### Meurthe-et-Moselle
- Notre-Dame du Sureau (Bouxières-sous-Froidmont).
- Notre-Dame du Rail (Jarny) : pèlerinage.
- Notre-Dame de Bonne Nouvelle (cathédrale, Nancy) : pèlerinage.
- Notre-Dame de Bonsecours (Nancy) : , 3 septembre 1865.
- Notre-Dame de Sion (colline de Sion, Saxon-Sion), (, 10 septembre 1873) : pèlerinage "national" des Lorrains, basilique.
- Notre-Dame au Pied d'argent (Toul) : cathédrale, statue (Vierge à l'Enfant)[30].

### Meuse
- Notre-Dame d'Avioth (Avioth) : pèlerinage, statue dans l'église ( 15 juillet 1934).
- Notre-Dame du Guet (Bar-le-Duc) : pèlerinage.
- Notre-Dame de l'Épine (Le Bouchon-sur-Saulx).
- Notre-Dame de Massey (Pagny-sur-Meuse).
- Notre-Dame de Benoite-Vaux (Rambluzin-et-Benoite-Vaux) : pèlerinage.
- Notre-Dame des Voûtes (Vaucouleurs) : château de Baudricourt.
- Notre-Dame des Prodiges (Verdun) ( 2 juillet 1946).

### Morbihan

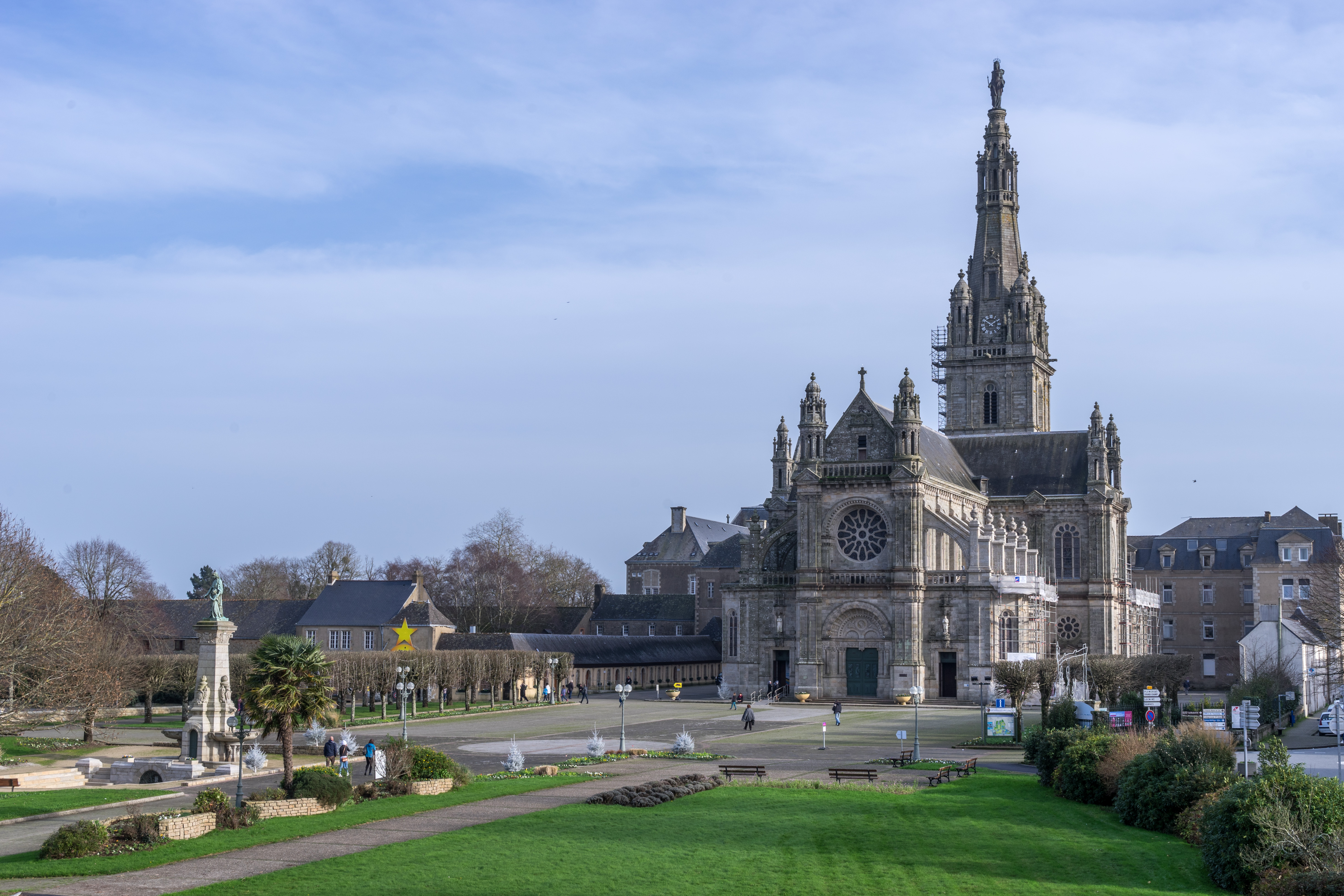
Basilique du sanctuaire de Sainte-Anne d'Auray.

- Notre-Dame de Quelven (Guern) : statue (Vierge à l'Enfant ouvrante,  1921), pardon (15 août), chapelle.
- Notre-Dame du Vœu (Hennebont) : statue (, 1900), pardon, basilique.
- Notre-Dame du Roncier (Josselin) : statue (, 1868), pardon le 8 septembre, basilique (1891).
- Notre-Dame de Kernascléden : œuvre majeure de l'art gothique flamboyant de Bretagne, peintures sur pierre, pardon.
- Notre-Dame-de-Pitié (Kervignac), église.
- Notre-Dame (Larmor-Plage), église.
- Notre-Dame-de-Bonne-Nouvelle (Lorient), église.
- Notre-Dame de l'Assomption (Locmaria), église, place Sainte Marie.
- Notre-Dame des Vertus ou de Fondelienne (Carentoir), chapelle, pardon le 15 août.
- Notre-Dame de Béléan (Ploeren), chapelle.
- Notre-Dame des Douleurs (Callac, Plumelec) : pardon.
- Notre-Dame de la Houssaye (Pontivy) : pardon.
- Notre-Dame de Joie (Pontivy) : statue Vierge à l'Enfant ( 1937), pardon.
- Notre-Dame des motards (Porcaro) : Vierge de Fatima (, 15 août 2012), pardon.
- Notre-Dame de la Tronchaye (Rochefort-en-Terre) : pardon.
- Sainte-Anne-d'Auray et la sainte Vierge (, 30 septembre 1868), basilique.

### Moselle
- Notre-Dame de la Confiance (Baerenthal) : chapelle, pèlerinage.
- Notre-Dame de Pitié (Bitche) : chapelle.
- Notre-Dame de Bonne-Fontaine (Danne-et-Quatre-Vents) : pèlerinage, chapelle.
- Notre-Dame des Bois (Éguelshardt) : chapelle, pèlerinage.
- Notre-Dame du Poirier (Moussey): oratoire, pèlerinage .
- Notre-Dame de la Miséricorde (Mouterhouse) : chapelle (1504), pèlerinage.
- Notre-Dame des Douleurs (Rustroff) : statue (vierge de pitié), pèlerinage.
- Notre-Dame de Bon Secours (Saint-Avold) : basilique, pèlerinage.
- Notre-Dame de Holbach-Fatima (Siersthal) : chapelles, pèlerinage.
- Notre-Dame du Bild (Siersthal) : oratoire, pèlerinage.

## N

### Nièvre
- Notre-Dame de Faubouloin (Corancy) : pèlerinage.

### Nord
- Notre-Dame de la Visitation (Bollezeele) : statue Vierge à l'Enfant ( 16 mai 1910) dans l'église + source.
- Notre-Dame de Grâce (Cambrai).
- Notre-Dame de la Délivrance (Croix) : pèlerinage.
- Notre-Dame des Miracles (Douai) : pèlerinage.
- Notre-Dame des Dunes (Dunkerque) : statue Vierge à l'Enfant ( 1903), chapelle, pèlerinage.
- Notre-Dame de Malaise (Bruille-Saint-Amand) : chapelle, statue 13ème, pèlerinage.
- Notre-Dame de Consolation (Lille) : statue (Vierge à l'Enfant, couronnée).
- Notre-Dame de la Treille (Lille) : statue ( 1874).
- Notre-Dame de Bonne Espérance (Petite-Forêt).
- Notre-Dame des Orages (Rieulay) : statue (Vierge à l'Enfant).
- Notre-Dame des Malades (Saint-Amand-les-Eaux).
- Notre-Dame des Affligés (Valenciennes).
- Notre-Dame du Saint-Cordon (Valenciennes) : basilique mineure (1922), statue ( 1897)[31].
- Notre-Dame des Larmes (Wormhout) : statue Vierge à l'Enfant.

## O

### Oise
- Notre-Dame du Bon Secours (Compiègne) : pèlerinage.
- Notre-Dame du Hamel (Le Hamel).
- Notre-Dame de Neuffontaine (Cuise-la-Motte) : pèlerinage le premier dimanche de Carême

### Orne
- Basilique Notre-Dame d'Alençon.
- Notre-Dame de la Paix (Beauchêne) : statue (Vierge à l'Enfant), pèlerinage, archiconfrérie.
- Notre-Dame de Montligeon (La Chapelle-Montligeon) : pèlerinage, basilique.
- Notre-Dame de Recouvrance (Les Tourailles).
- Notre-Dame des Champs (Sées) : statue (Vierge à l'Enfant).
- Notre-Dame-de-la-Salette (Saint-Cornier-des-Landes): oratoire, église paroissiale (1862)

## P

### Paris
- Notre-Dame des Victoires : basilique mineure, statue ( 1853, le premier couronnement en France)[32].
- Notre-Dame de Paris, cathédrale, portail, statue dite dite Notre-Dame de la Consolation, (marbre du XIVe siècle, le sceptre est un lys, l'enfant n'est pas couronné et tient une clef), vœu de Louis XIII.
- Notre-Dame de Bonne Nouvelle Consolatrice des Affligés : statue (Vierge seule).
- Notre-Dame des Champs : statue (Vierge à l'Enfant).
- Notre-Dame de la Médaille miraculeuse : apparition (Catherine Labouré), pèlerinage, chapelle.
- Notre-Dame de Salut : statue (Assomptionnistes) (Vierge à l'Enfant).
- Notre-Dame du Travail : statue (Vierge à l'Enfant).

### Pas-de-Calais
- Notre-Dame de Grâce (Ardres) : pèlerinage.
- Notre-Dame des Ardents (Arras) : statue , pèlerinage.
- Notre-Dame et Saint-Vaast (Arras) : cathédrale.
- Notre-Dame de Boulogne (Boulogne-sur-Mer) : basilique mineure, pèlerinage ( nouvelle statue en chêne de Notre-Dame de Boulogne couronnée par le Nonce apostolique).
- Notre-Dame des Ardents (Desvres) : apparition (Pierre Norman, 1105), pèlerinage.
- Notre-Dame des Miracles (Saint-Omer) : pèlerinage.

### Puy-de-Dôme

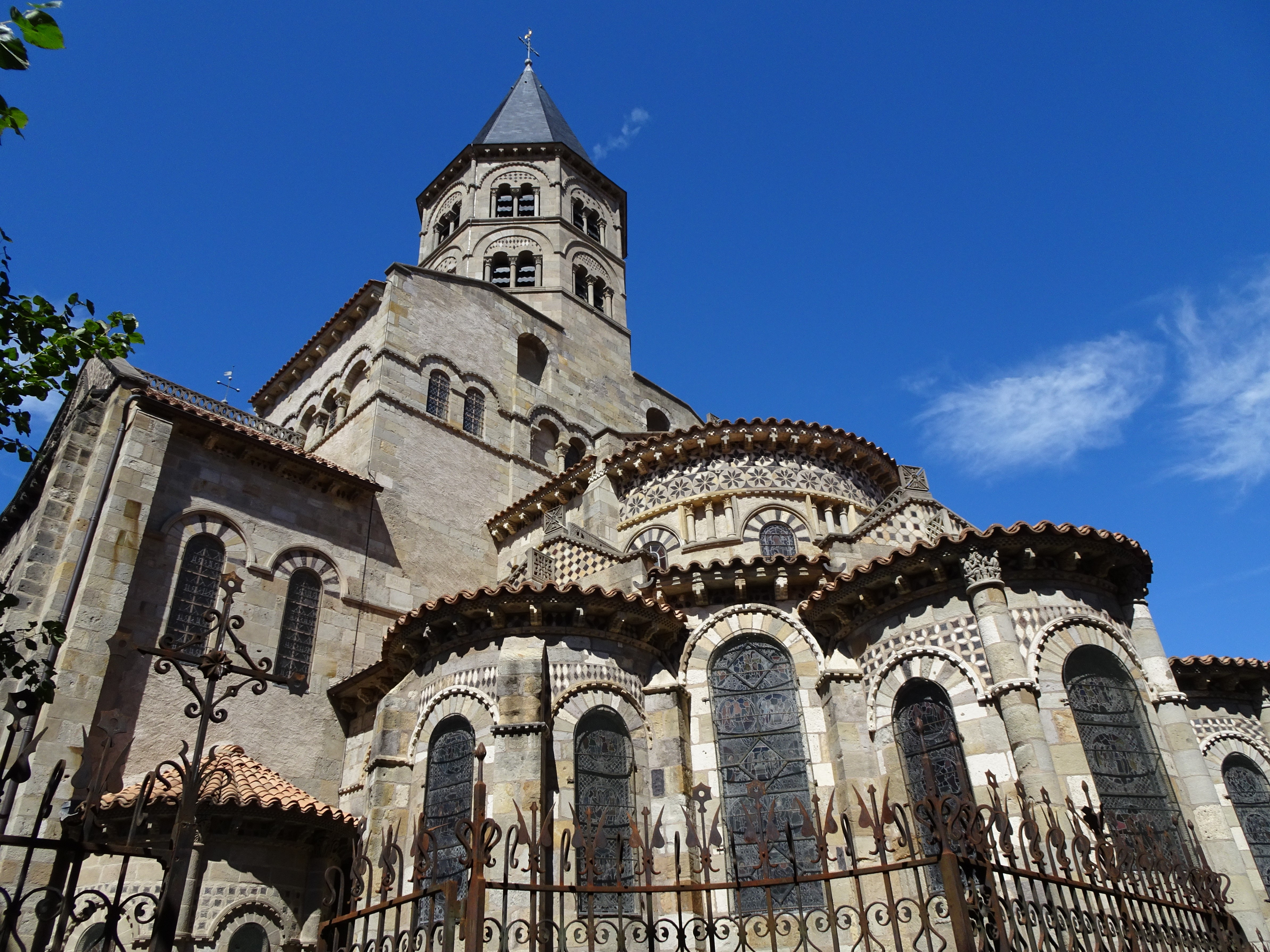
La basilique Notre-Dame-du-Port, Clermont-Ferrand.

- Notre-Dame d'Espinasse (Aubusson-d'Auvergne) : statue , église.
- Notre-Dame de Vassivère (Besse-en-Chandesse) : pèlerinage, statue  le 3 juillet 1881.
- Notre-Dame du Port (Clermont-Ferrand) : statue (Vierge noire,  en 1875), pèlerinage.
- Notre-Dame de Marsat (Marsat) : statue (Vierge noire,  en 1939), pèlerinage[33].
- Notre-Dame d'Orcival (Orcival) : pèlerinage, statue ( 1894), basilique (1894).
- Notre-Dame de Ronzières (Tourzel-Ronzières) : pèlerinage.
- Notre-Dame du Vignal (Gerzat) : Vierge noire, fontaine, pèlerinage.
- Notre-Dame de Vergheas (Vergheas) pèlerinage, statue ( 1963), église.

### Pyrénées-Atlantiques
- Notre-Dame de la Solitude (chapelle des Bernardines, Bayonne) : statue .
- Notre-Dame de Bétharram (Lestelle-Bétharram) : pèlerinage, chapelle, statue  le 28 juillet 1912.
- Notre-Dame de Piétat (Pardies-Piétat) : pèlerinage.
- Notre-Dame de Sarrance (Sarrance, vallée d'Aspe) : statue  en 1893, pèlerinage.
- Notre-Dame de Socorri (Urrugne) : pèlerinage, chapelle.

### Hautes-Pyrénées
- Notre-Dame de Héas (Gèdre) : pèlerinage.
- Notre-Dame de Lourdes (Lourdes) : statue ( 1876), apparition (Bernadette Soubirous, 1858 à la grotte de Massabielle), pèlerinage, basiliques (Notre-Dame-du-Rosaire, Immaculée-Conception et Saint-Pie-X)[34].
- Notre-Dame de Garaison (Monléon-Magnoac) : apparition (Anglèze de Sagazan, vers 1510), statue ( 17 septembre 1865), pèlerinage.
- Notre-Dame de Piétat (Pardies-Piétat).

### Pyrénées-Orientales
- Notre-Dame de las Gradas (Arboussols) : pèlerinage.
- Notre-Dame-de-Vie (Argelès-sur-Mer) : pèlerinage.
- Notre-Dame de Monts (Banyuls) : pèlerinage.
- Notre-Dame de Consolation (Collioure) : pèlerinage.
- Notre-Dame d'Err (Err) : pèlerinage.
- Notre-Dame de Font-Romeu : ermitage, eau, statue, pèlerinage.
- Notre-Dame del Roure (Los Masos) : pèlerinage.
- Notre-Dame de la Domanova (Perpignan) : statue (Vierge à l'Enfant ).
- Notre-Dame de la Salute (Pia) : pèlerinage.
- Notre-Dame du Château (Ultrera, commune de Sorède) : pèlerinage, chapelle.
- Notre-Dame de la Pietat (Thuir) : pèlerinage.

## R

### Bas-Rhin
- Chapelle de la Vierge d'Erlenbach (Albé) : chapelle (1717), statue (1822), pèlerinage[A 1].
- Notre-Dame d'Altbronn (Ergersheim) : chapelle et statue médiévale de la Vierge, pèlerinage (né au XIIe siècle), statue de sainte Anne (XIVe siècle)[A 2].
- Pèlerinage de la Vierge à la crypte de l'église Sainte-Richarde (Andlau) : église (vers 880) construite par sainte Richarde, pèlerinage, guérisons enregistrées jusque début XIXe siècle[A 3].
- Notre-Dame de Birling (Birlingen) : chapelle, pèlerinage, statue datant du pèlerinage médiéval[A 4].
- Notre-Dame de la Miséricorde de Bischenberg (Bischoffsheim) : chapelle (1590), pèlerinage, statue baroque de Notre-Dame, statue votive de Notre-Dame des douleurs, couvent des Rédemptoristes[A 5].
- Notre-Dame Consolatrice des Âmes du Purgatoire (Boersch) : chapelle (1862)[A 6].
- Chapelle de Notre-Dame (Dambach-la-Ville) : chapelle (1479) , pèlerinage[A 7].
- Chapelle de la Croix-Noire (Dauendorf) : grande croix érigée en vœu à la Vierge (XIVe siècle), pèlerinage. (XIVe siècle), chapelle (1877)[A 8].
- Notre-Dame de Dinsheim (Dinsheim) : chapelle (XVIe siècle, reconstruite en 1804), statue  1875)[A 9].
- Notre-Dame de Neunkirch (Friesenheim) : pèlerinage.
- Mère Douloureuse de la chapelle des Trois-Chênes (ou de St-Quirin) (Gambsheim) : chapelle (XVIIe siècle), pietà (XVIIe siècle), pèlerinage[A 10].
- Notre-Dame du Chêne au Liebfrauenberg (Goersdorf) : pèlerinage (XIVe siècle), chapelle (XIVe siècle détruite, reconstruite en 1717)[A 11].
- Notre-Dame de Marienthal (Haguenau) : statue (1859), pèlerinage, basilique.
- Vierge de l'église Saint-Georges (Haguenau) : chapelle attenante (1360), statue.
- Notre-Dame de Reinacker (Reutenbourg) : pèlerinage, chapelle[35].
- Notre-Dame de Bon Secours de Brudersberg (Rosheim) : chapelle (XVe et XVIe siècles), statue (XVe siècle)[A 12].
- Notre-Dame de Weiler (Wissembourg) : chapelle, pèlerinage.

### Haut-Rhin

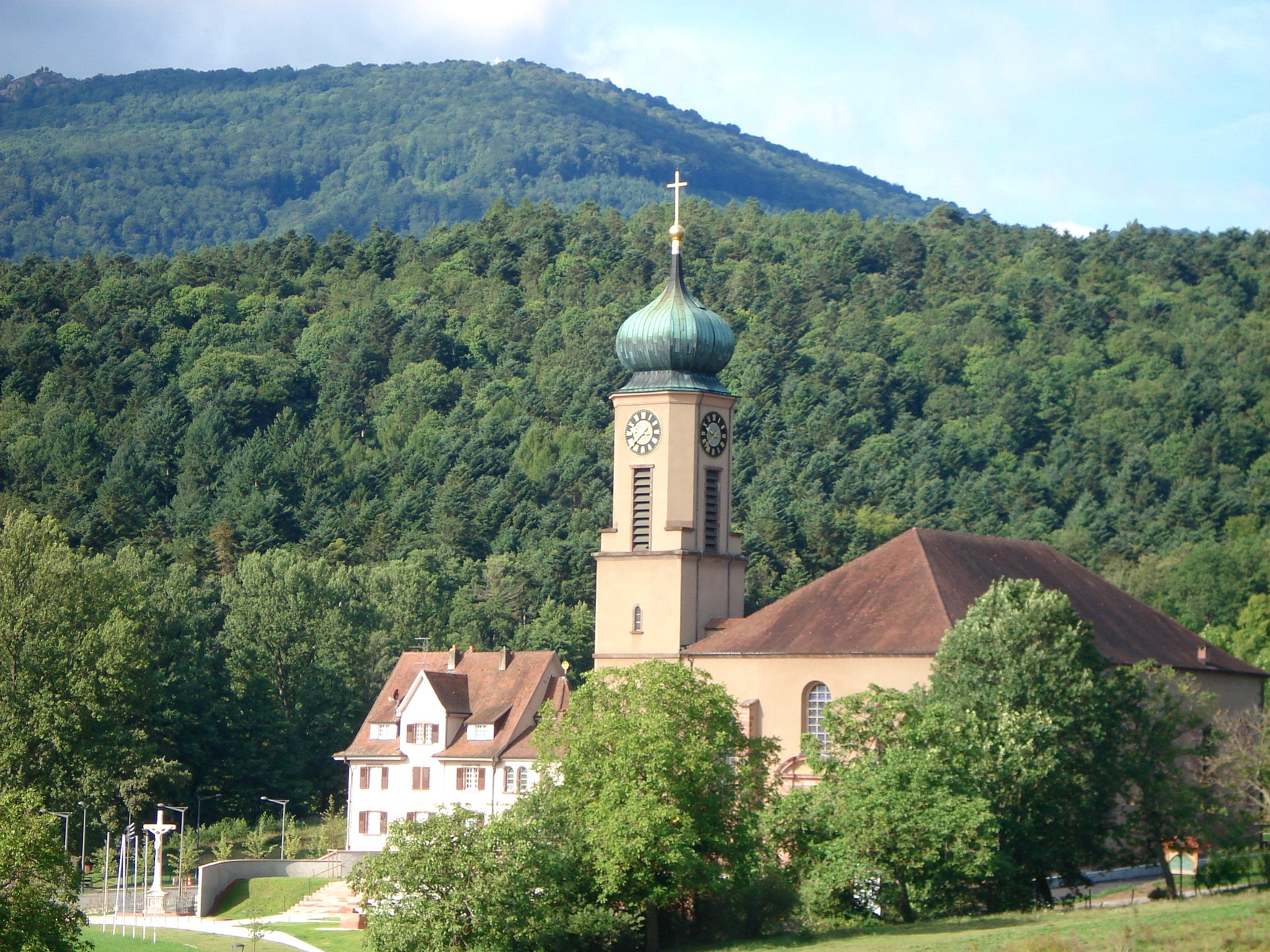
Basilique de Notre-Dame de l'Espérance, Jungholtz, ancien prieuré de Thierenbach.

- Notre-Dame de la Litten (Aspach) : chapelle (862), statue médiévale[A 13].
- Notre-Dame des Champs (Bantzenheim) : chapelle, pietà du (XIVe siècle)[A 14].
- Notre-Dame du Chêne (Blotzheim) : statue (vierge de pitié), pèlerinage (XIVe siècle)[A 15].
- Notre-Dame de Bellefontaine (Bréchaumont) : chapelle, pèlerinage (XVIe siècle), piétà (XVIIe siècle)[A 16].
- Vierge de l'église St Jacques (Feldbach) : église du monastère construit en l'honneur de la Vierge et de St Jacques (XIIe siècle, monastère disparu), pèlerinage, statue[A 17].
- Notre-Dame de Gildwiller (Gildwiller) : pèlerinage (VIIIe siècle), chapelle (reconstruite en 1926), pietà[A 18].
- Notre-Dame de Helfenpein (Guebwiller) : chapelle (XVe siècle), pietà[A 19].
- Notre-Dame des Bouleaux (Guewenheim) :  chapelle (XVIIe siècle, détruite, reconstruite en 1868), statue, pèlerinage[A 20].
- Notre-Dame des Champs (Habsheim) : chapelle (XIVe siècle), statue de la Vierge à l'Enfant (XVe siècle), piétà (XVIe siècle)[A 21].
- Notre-Dame de l'Espérance de Thierenbach (Jungholtz) : statue ( 1935), pèlerinage, basilique.
- Notre-Dame des Douleurs (Kientzheim).
- Notre-Dame de Schauenberg (Pfaffenheim) : pèlerinage, chapelle.
- Notre-Dame de Dusenbach (Ribeauvillé) : trois chapelles (1221, 1260, fin XIIIe siècle), pèlerinage, pietà (1494), chemin de Croix (1494), couvent capucin[A 22].
- Notre-Dame du Perpétuel Secours d'Ermensbach (Rimbach-près-Masevaux) : chapelle (1840), nombreux ex-voto[A 23].
- Notre-Dame des Trois-Épis (Trois-Épis) : apparition (1491, forgeron d'Orbey), pèlerinage, église.
- Notre-Dame du Grunenwald (Ueberstrass) : chapelle (XVe siècle, agrandie au XVIe siècle, restaurée au XIXe siècle), statue, pèlerinage, miracle (1775)[A 24].

### Rhône
- Notre-Dame de la Rochette (Ranchal) : pèlerinage, chapelle.
- Notre-Dame de Fourvière (Lyon) : pèlerinage.
- Notre-Dame des Mariniers (Saint-Symphorien-d'Ozon) : mentionné en 1153, chapelle du XVe siècle. Pèlerinage.

- Notre-Dame de Limon (Simandres) : Ermitage dès le Ve siècle, prieuré trinitaire du XIIe siècle, desservie quotidiennement.

## S

### Haute-Saône
- Notre-Dame des Sept-Douleurs (église, Château-Lambert) : pèlerinage.
- Notre-Dame la Blanche (Faverney) : abbatiale, basilique mineure en 1612, puis église paroissiale (Vierge à répit).
- Notre-Dame de Gray (Gray) : pèlerinage, basilique.
- Notre-Dame du Haut (Ronchamp) : pèlerinage, chapelle.
- Notre-Dame de la Motte (Vesoul) : chapelle (1857)[36], pèlerinage.

### Saône-et-Loire
- Notre-Dame de la Chaux (Cuisery) : statue .
- Notre-Dame de Romay (Paray-le-Monial) : statue (Vierge à l'Enfant, , 5 avril 1897).
- Notre-Dame de Grâce (Savigny-sur-Grosne).

### Sarthe
- Notre-Dame de la Faigne (Pontvallain).
- Notre-Dame de Torcé (Torcé-en-Vallée) : statue (Vierge à l'Enfant), pèlerinage.
- Notre-Dame du Chêne (Vion) : pèlerinage, basilique[37].

### Savoie

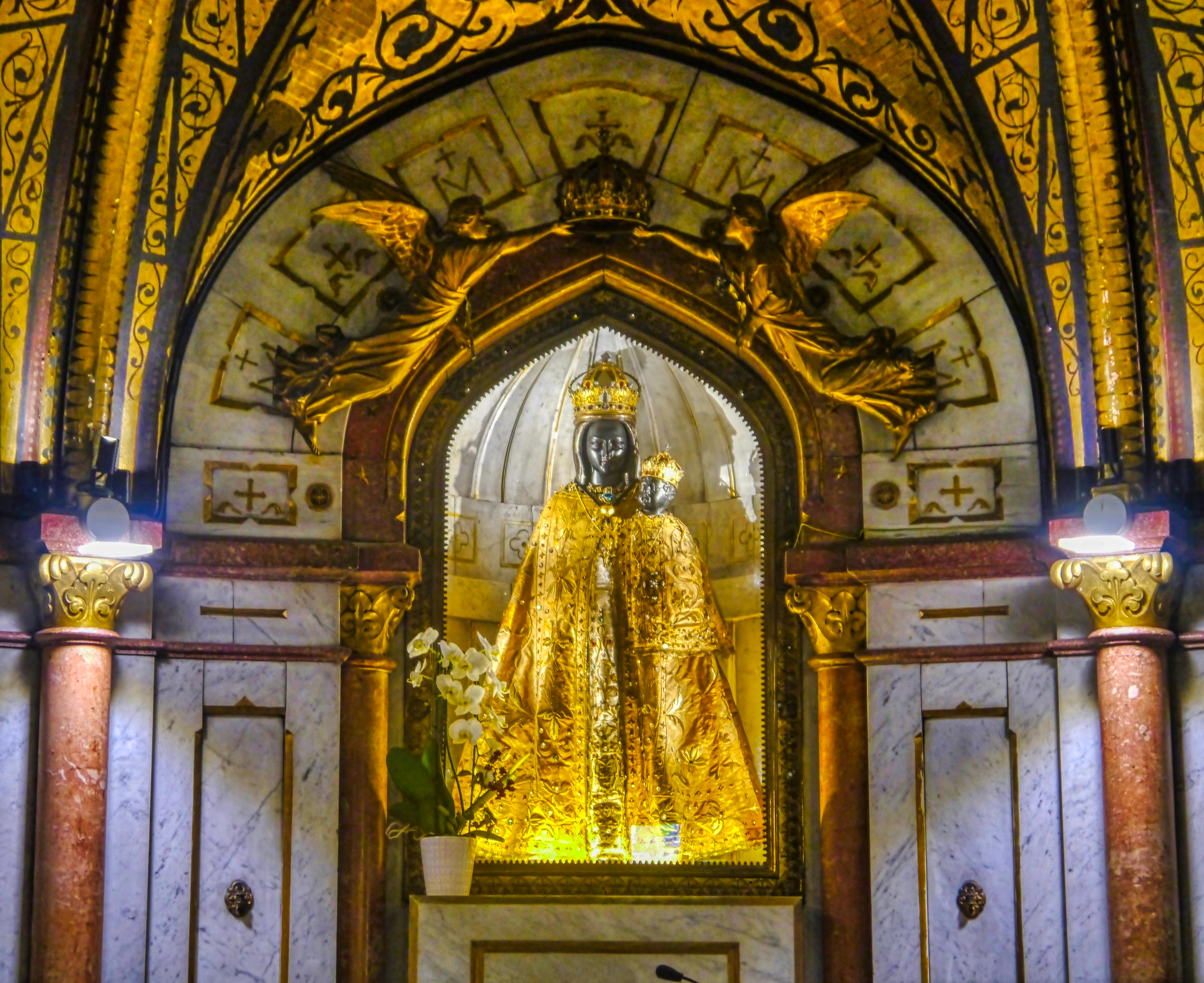
La Vierge noire à l'Enfant dans l'église basse du sanctuaire de Myans.

- Notre-Dame des champs et des vignes (Arbin) : Madone érigée en 1888.
- Notre-Dame du Charmaix (Modane) : Vierge noire, chapelle érigée en 1401.
- Notre-Dame de Beaurevers (Montaimont) : pèlerinage.
- Notre-Dame de Myans (Myans) : statue (Vierge noire à l'Enfant , 1905), pèlerinage.
- Notre-Dame des Vernettes (Peisey-Nancroix) : Randonnée, Ski hors piste, pèlerinage.
- Vierge de la Réchasse (Pralognan) : Statue déposée sur la Pointe de la Réchasse à 3 212 m.
- Madone du Ruitor (La Rosiére-Montvalezan) : Statue déposée sur la Tête du Ruitor à 3 486 m.

### Haute-Savoie
- Notre-Dame des Vignes (Ballaison, Chablais) : pèlerinage.
- Notre-Dame de l'Assomption (Bellevaux) : pèlerinage.
- Notre-Dame des Voirons (Boëge).
- Notre-Dame de la Salette (Chamonix-Mont-Blanc) : statue déposée sur l’Aiguille du Grépon le 21 juin 1927 à 3 482 m.
- Notre-Dame de Lourdes / des Drus (Chamonix-Mont-Blanc) : statue déposée sur l’Aiguille du Petit Dru en 1919 à 3 733 m[38].
- Vierge Noire de la Tour Ronde (Chamonix-Mont-Blanc) : à 3 750 m.
- Vierge de la dent du Géant (Chamonix-Mont-Blanc) : statue déposée en 1903 à 4 013 m.
- Vierge de l’aiguille noire de Peuterey (Chamonix-Mont-Blanc) : à 3 733 m.
- Vierge du Mont Dolent (Chamonix-Mont-Blanc) : à 3 820 m.
- Notre-Dame de la Gorge (Les Contamines-Montjoie) : édifiée en 1699, pèlerinage.
- Notre-Dame de Tous les Saints (Entremont).
- Notre-Dame des Sept Douleurs de Champeillant (Féternes) : chapelle, pèlerinage.
- Notre-Dame de la Bénite Fontaine (La Roche-sur-Foron).
- Notre-Dame de l'Aumône (Rumilly) : pèlerinage.  (16 juin 1946).
- Notre-Dame de la Vie (Saint-Martin-de-Belleville) : XVIIe siècle.
- Notre-Dame de l'Assomption (Samoëns) : Église paroissiale érigée au XIIe siècle et XVIe siècle.
- Notre-Dame d'Hermone (Vailly) : pèlerinage.
- Notre-Dame des Voyageurs (Vers) : pèlerinage.

### Seine-Maritime
- Notre-Dame de Bonsecours (Rouen) ( 24 mai 1880) : pèlerinage.
- Notre-Dame des Flots (Sainte-Adresse) : pèlerinage.

### Seine-et-Marne
- Notre-Dame du Pain (Blandy-les-Tours) : pèlerinage.
- Notre-Dame de la Cave (Chamigny) : pèlerinage[39].
- Notre-Dame des Souffrances (Chelles).
- Notre-Dame des Ardents et Saint-Pierre (Lagny-sur-Marne).

### Seine-Saint-Denis
- Notre-Dame des Vertus (Aubervilliers) : pèlerinage de Notre-Dame-des-Vertus.
- Notre-Dame des Anges (Clichy-sous-Bois) : miracle en 1212. Pèlerinage de Notre-Dame-des-Anges[40].

### Deux-Sèvres

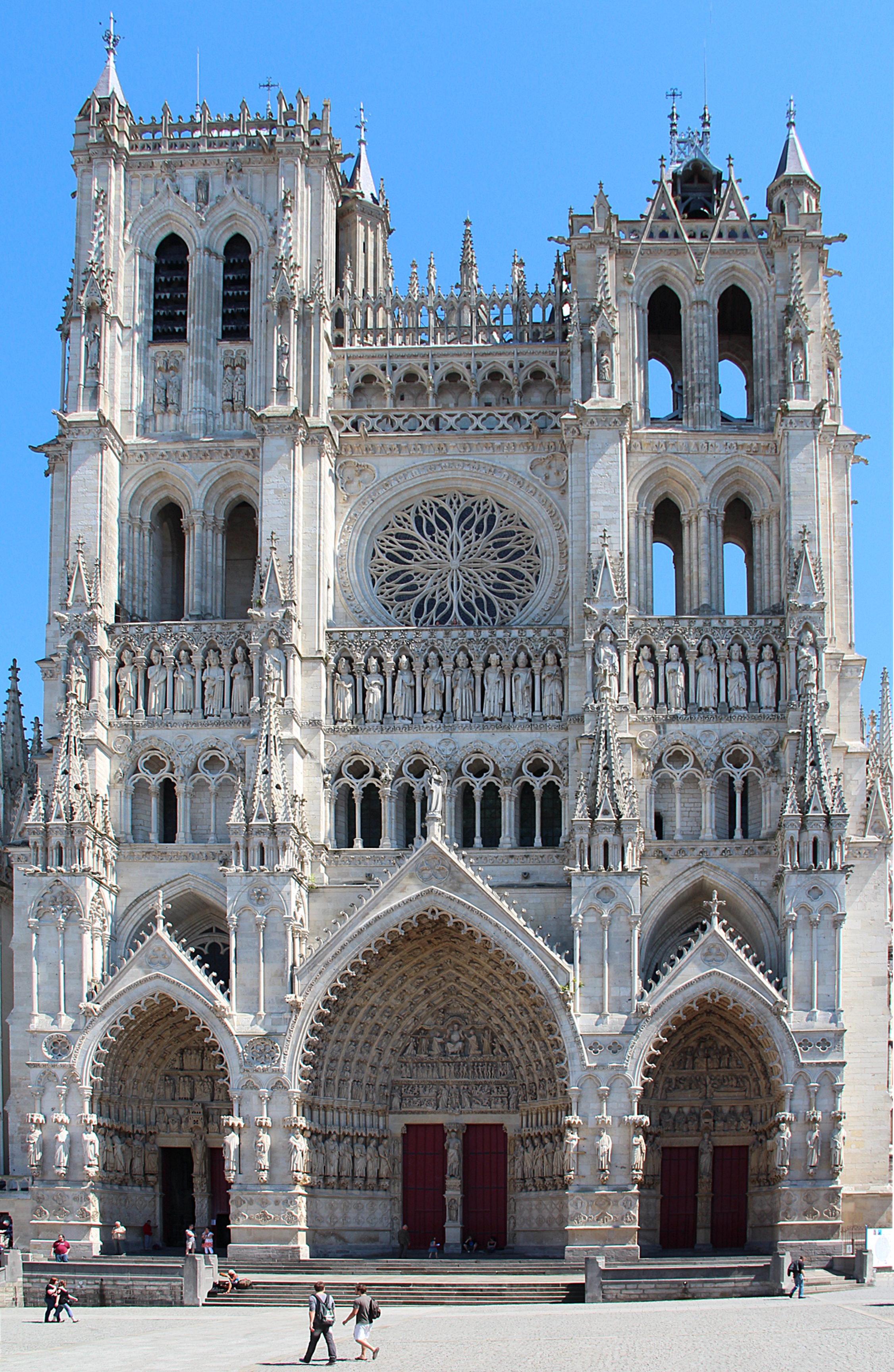
La façade de la cathédrale Notre-Dame d'Amiens.

- Notre-Dame de l'Agenouillée (Azay-sur-Thouet) : pèlerinage, chapelle.
- Notre-Dame de Beauchêne (Cerizay) : abbaye, statue ( 1955)
- Notre-Dame des Bois (Saint-Porchaire) : chapelle
- Notre-Dame du Chêne (Beaulieu-sous-Parthenay) : pèlerinage, statue.
- Notre-Dame de Pitié (La Chapelle-Saint-Laurent) : pèlerinage, basilique, statue (  21 septembre 1873)

### Somme
- Basilique Notre-Dame de Brebières (Albert) : basilique mineure, statue ( XIVe siècle) et pèlerinage.
- Cathédrale Notre-Dame (Amiens) : cathédrale.
- Chapelle Notre-Dame-de-Cottenvillers (Bernaville) : procession.
- Chapelle Notre-Dame-de-Monflières (Bellancourt) : pèlerinage.
- Chapelle Notre-Dame-de-Moyenpont (Marquaix) : statue et neuvaine.
- Chapelle Notre-Dame des Vertus (Nampty) : pèlerinage.
- Notre-Dame de Bon-Secours (Nesle) : procession.
- Chapelle Notre-Dame auxiliatrice (Le Quesnel) : chapelle de dévotion.
- Église Notre-Dame de Lorette  (Tilloloy) : chapelle seigneuriale puis église paroissiale.

## T

### Tarn
- Notre-Dame de la Drèche (Albi) : pèlerinage.
- Notre-Dame de Consolation ou Notre-Dame du Pech (Lavaur) : Vierge à l'Enfant.

### Tarn-et-Garonne
- Notre-Dame de Marchet (paroisse d'Auvillar, Auvillar).
- Notre-Dame des Gabachous (Bourret).
- Notre-Dame de l'Orm (ou Notre-Dame des Spasmes) (paroisse de Castelferrus, Castelferrus).
- Notre-Dame d'Alem (paroisse de Courbieu-Saint-Jean, Castelsarrasin).
- Notre-Dame de Livron (paroisse de Saint-Pierre-de-Livron, Caylus) : statue ( 1878).
- Notre-Dame de Grâce (paroisse de Caylus, Lacapelle-Livron).
- Notre-Dame de la Peyrouse (paroisse de Lafrançaise, Lafrançaise).
- Notre-Dame des Misères (ou de l'Assomption) (paroisse de Mirabel, Mirabel).
- Notre-Dame de Bellecassagne (paroisse de Saint-Nazaire, Miramont-de-Quercy) : pèlerinage.
- Notre-Dame de la Feuillade (paroisse de la Feuillade, Montech).
- Notre-Dame de Saux (paroisse de Montpezat, Montpezat-de-Quercy).
- Notre-Dame de Lugan (ou de l'Annonciation) (paroisse de Puylagarde, Puylagarde).
- Notre-Dame des Grâces (paroisse de Saint-Vincent, Saint-Vincent-d'Autéjac).
- Notre-Dame de Pitié (ou des Sept Douleurs) (paroisse de Septfonds, Septfonds).
- Notre-Dame de Boisville (paroisse d'Aucamville, Verdun-sur-Garonne) : pèlerinage.

## V

### Val-de-Marne
- Notre-Dame des Miracles (Saint-Maur-des-Fossés) : pèlerinage créé à la suite de la découverte en 1068 d'une statue de la Vierge acheiropoïète, c'est-à-dire non faite de main d'homme.
- Notre-Dame d'Annonciade (Thiais) : pèlerinage.

### Val-d'Oise
- Statue et chapelle Notre-Dame de France (Baillet-en-France).
- Notre-Dame de Montmélian (Saint-Witz) : pèlerinage.
- Notre-Dame de Pontoise (Pontoise): pèlerinage, statue (XIIIe siècle), vierge miraculeuse, miracles de résurrections(1630-1631), consécration Louis XIV et royaume de France (25 mars 1650)[41].

### Var
- Notre-Dame de Bargemon : apparition (Elizabeth Caille, 1635)
- Notre-Dame de Grâces (Cotignac) : apparition (Jean de la Baume, 1519) , statue ( 1938), pèlerinage, basilique (2005) [42].
- Notre-Dame de Consolation (Hyères) :  statue ( en 1909).
- Notre-Dame du Mai (ou de Bonne-Garde) (Six-Fours-les-Plages).

### Vaucluse
- Notre-Dame des Doms (Avignon) : pèlerinage, cathédrale.
- Notre-Dame de Santé (Carpentras) : chapelle, statue.
- Notre-Dame de Lumières (Goult) : pèlerinage[43].
- Notre-Dame de Vie (Venasque) : pèlerinage.

### Vendée
- Notre-Dame de Lorette (La Flocellière) : Chapelle, copie de la Sainte Maison de Lorette.
- Notre-Dame de Maison Pré (La Pommeraie-sur-Sèvre) : chapelle, pèlerinage.
- Notre-Dame de la Miséricorde (Chaillé-les-Marais) : pèlerinage.
- Notre-Dame de Réaumur (Réaumur).
- Notre-Dame de la Ricotière (Saint Vincent Puymaufrais) : pèlerinage en septembre.

### Vienne
- Notre-Dame des Clefs (Poitiers) : statue (Vierge à l'Enfant  1863).
- Notre-Dame de Pitié (Poitiers) : statue ( 1879, chapelle Saint-Laurent.
- Notre-Dame de Pitié dit Sanctuaire de la Bonne-Dame de Ranton (Ranton).

### Haute-Vienne
- Notre-Dame d'Arliquet (Aixe-sur-Vienne): statue (piétà du XVIe siècle  1892), pèlerinage en septembre, chapelle, parc, ostension [44].
- Notre-Dame de Vassivière (Beaumont-du-Lac) : statue (Vierge à l'Enfant).
- Notre-Dame de Toute-Bonté (Châteauponsac) : statue (Vierge à l'Enfant).
- Notre-Dame de la Paix (Saint-Auvent).
- Notre-Dame de Sauvagnac (Sauvagnac).

### Vosges

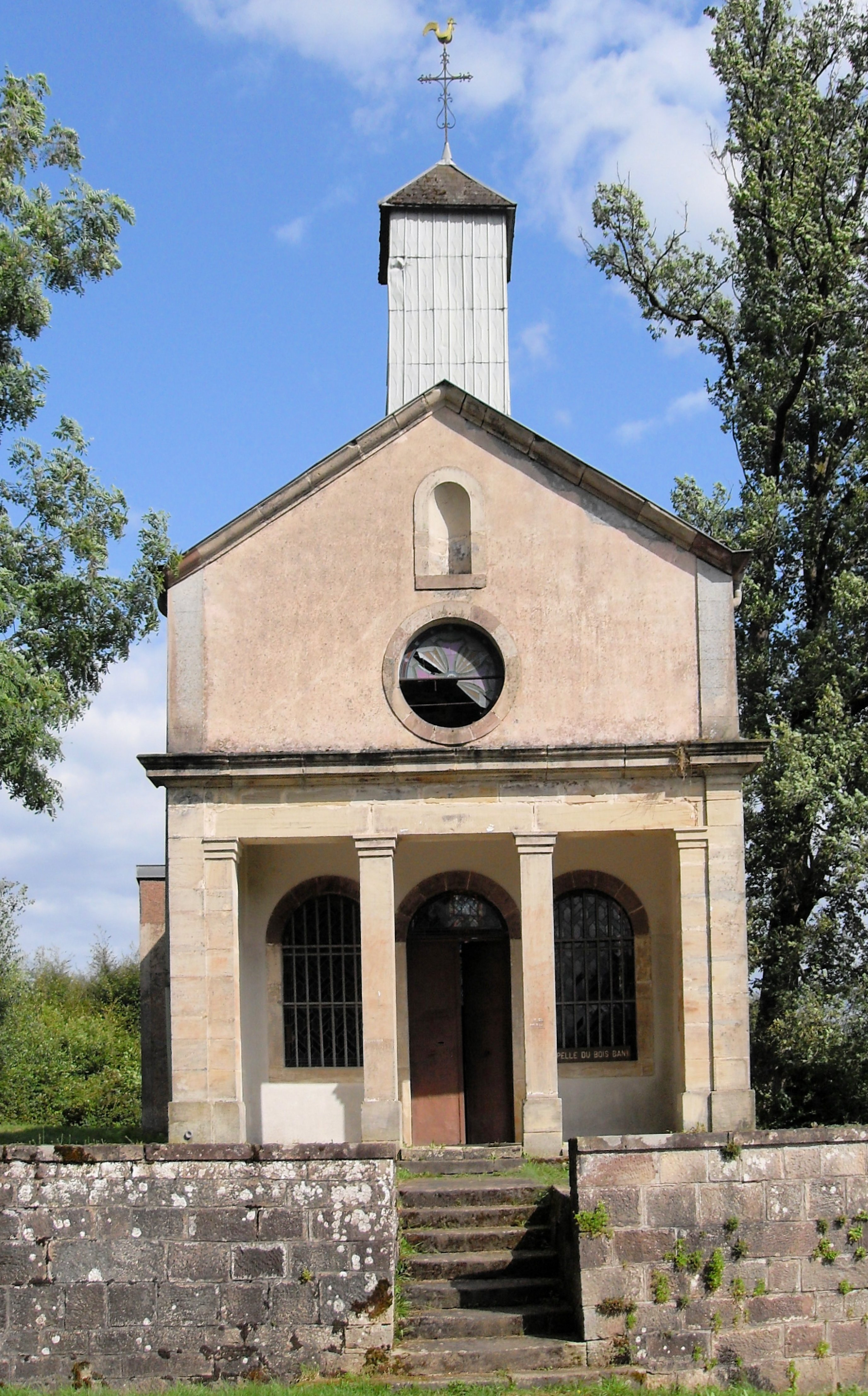
Chapelle Notre-Dame du Bois Banny, Fontenoy-le-Château.

- Notre-Dame de la Brosse (Bains-les-Bains), (1728).
- Basilique du Bois-Chenu (Domrémy-la-Pucelle) : Vierge à l'Enfant.
- Notre-Dame au Cierge (Épinal) : statue en bois du XVIIIe siècle.
- Église Sainte-Maria-Goretti (Épinal).
- Notre-Dame du Bois Banny (Fontenoy-le-Château), (1539).
- Notre-Dame de Bermont (Greux).
- Notre-Dame de Pitié (Maxey-sur-Meuse) : statue , chapelle Notre-Dame de Beauregard.
- Notre-Dame du Trésor (Remiremont).
- Notre-Dame de Consolation (Ruaux).
- Notre-Dame de Galilée (Saint-Dié-des-Vosges) : statue couronnée .
- Notre-Dame de la Maix (Vexaincourt) : Vierge à l'Enfant.

## Y

### Yonne
- Notre-Dame de Montréal (Montréal). Un pèlerinage ancien attesté jusqu'au XVIIIe siècle et relancé autour d'une statue de la Vierge inspirée des vierges en majesté romanes. La Confrérie de Notre-Dame composée de 12 membres veille sur l'image. Pèlerinage le 8 décembre et le 15 août.
- Notre-Dame d'Orient (Sermizelles) : pèlerinage.
- Notre-Dame de Pitié (Thorigny-sur-Oreuse, autrefois Saint-Martin-sur-Oreuse) : pèlerinage.
- Notre-Dame de Verlin (Verlin).

### Yvelines
- Notre-Dame-de-la-Mer (Jeufosse) : apparitions de Notre-Dame pour protéger la France des invasions Vikings. Pèlerinage annuel le 15 août[45].
- Notre-Dame de Jouy (Jouy-en-Josas) : ancienne statue de la Vierge et l'Enfant XVe siècle sauvegardée d'une chapelle avec pèlerinage disparue.

- Notre-Dame du Bon Retour (Saint-Germain-en-Laye) : pèlerinage.
- Église Notre-Dame (Versailles) : église paroissiale.
- Notre-Dame du Chêne (Viroflay) : pèlerinage.